# Llista d'exposicions temporals del CCCB
Llista de les exposicions temporals realitzades al Centre de Cultura Contemporània de Barcelona.
| Any  | Títol                                                                                | Dates                             | Comissariat | | Ref     |
| ---- | ------------------------------------------------------------------------------------ | --------------------------------- | --- | --- | ------- |
| 2019 | Gameplay                                                                             | 19 desembre 2019 - 30 agost 2020  | | Cultura del videojoc |         |
| 2019 | FEMINISMES!                                                                          | 19 juliol 2019 - 5 gener 2020     | | |         |
| 2019 | World Press Photo 2019                                                               | 19 juliol 2019 - 5 gener 2020     | | Mostra Internacional de fotoperiodisme |         |
| 2019 | Quàntica                                                                             | 10 abril - 24 setembre 2019       | | |         |
| 2018 | Stanley Kubrick                                                                      | 24 octubre 2018 - 31 març 2019    | | |         |
| 2018 | Transicions. Hormones en la cruïlla de l'art i la ciència                            | 4 - 28 octubre 2018               | | |         |
| 2018 | Instal·lació «Presos polítics a l'Espanya contemporània» de Santiago Sierra          | 1 - 17 juny 2018                  | | |         |
| 2018 | La llum negra                                                                        | 16 maig - 21 octubre 2018         | | Tradicions secretes en l'art des dels anys cinquanta |         |
| 2018 | World Press Photo 2018                                                               | 28 abril - 27 maig 2018           | | Mostra Internacional de fotoperiodisme |         |
| 2017 | Després de la fi del món                                                             | 25 octubre 2017 - 29 abril 2018   | José Luis de Vicente | En les pròximes dècades la humanitat s'enfronta a un dels reptes més complexos de la seva història. En la segona meitat del segle xxi haurem de deixar d'emetre C0₂ a l'atmosfera, per sempre. «Després de la fi del món» és un assaig espacial sobre el present i el futur de la crisi climàticaun viatge als paisatges del planeta Antropocè i una conversa amb els humans i els no-humans del 2100. | [ 1 ]   |
| 2017 | Björk Digital                                                                        | 14 juny - 22 octubre 2017         | | «Björk Digital» proposa un viatge emocional i personal per la música i l'univers creatiu de la icònica artista islandesa. És l'única oportunitat de visitar a Espanya un entorn immersiu de realitat virtual creat per la mateixa Björk amb la col·laboració dels millors artistes visuals del moment. | [ 2 ]   |
| 2017 | World Press Photo 2017                                                               | 29 abril - 5 juny 2017            | | World Press Photo 2017 avança les seves dates i converteix Barcelona en una de les primeres ciutats del món on es mostren les fotografies guanyadores del prestigiós premi de fotoperiodisme. | [ 3 ]   |
| 2017 | Fenomen Fotollibre                                                                   | 17 març - 27 agost 2017           | Gerry Badger, Horacio Fernández, Ryuichi Kaneko, Erik Kessels, Irene de Mendoza, Moritz Neumüller, Martin Parr, Markus Schaden, Frederic Lezmi | L'exposició reivindica el fotollibre a la cultura visual contemporània alhora que proposa una reinterpretació de la història de la fotografia a través del fotollibre i de la fotografia impresa. Nou comissaris, figures clau del moviment del fotollibre, comparteixen les seves respectives visions en una exposició coral al CCCB i a la Fundació Foto Colectania. | [ 4 ]   |
| 2016 | World Press Photo 16                                                                 | 10 novembre - 11 desembre 2016    | | Sota el lema «Veure i entendre», Wold Press Photo 16 presenta les fotografies que han rebut el prestigiós premi de fotoperiodisme. L'exposició reuneix les 155 fotografies guanyadores i vol obrir el debat sobre el valor i els reptes del fotoperiodisme. | [ 5 ]   |
| 2016 | 1.000 m2 de desig Arquitectura i sexualitat                                          | 25 octubre 2016 - 19 març 2017    | Adélaïde de Caters, Rosa Ferré | L'exposició investiga com s'han projectat, construït i imaginat els espais per al sexe en la societat occidental des del s. XVIII fins als nostres dies. | [ 6 ]   |
| 2016 | La màquina de pensar                                                                 | 14 juliol - 11 desembre 2016      | Amador Vega Esquerra | L'exposició explora l'impacte del filòsof Ramon Llull (1232-1316) en les arts, la literatura, la ciència i la tecnologia. L'actualitat d'aquesta figura controvertida, admirada i rebutjada, pren nova significació en l'actual debat sobre els models de transmissió del saber. | [ 7 ]   |
| 2016 | Making Africa                                                                        | 23 març - 28 agost 2016           | Amelie Klein, Okwui Enwezor | L'exposició presenta l'obra de més de 120 artistes i creadors africans i il·lustra com el disseny promou els canvis econòmics i polítics. «Making Africa» parla, des de l'Àfrica, d'un nou continent «en construcció» i subratlla les possibilitats per sobre dels problemes. | [ 8 ]   |
| 2015 | Les variacions Sebald                                                                | 11 març - 26 juliol 2015          | Jorge Carrión | L'exposició és una conversa entre art i literatura. A partir de l'obra i la figura de l'escriptor alemany W.G. Sebald (1944-2001), autor de llibres fonamentals del canvi de segle com Els anells de Saturn o Austerlitz, recull el diàleg entre Sebald i reconeguts creadors convidats en aquest projecte, com són Carlos Amorales, Susan Hiller, Taryn Simon i Trevor Paglen. O Jeremy Wood i Andrea Geyer, que hi presenten obra de nova producció encarregada pel CCCB. | [ 9 ]   |
| 2015 | World Press Photo 15                                                                 | 12 novembre - 13 desembre 2015    | | Sota el lema «Veure i entendre», World Press Photo 15 presenta les fotografies que han rebut el prestigiós premi de fotoperiodisme. La mostra enguany reuneix 134 imatges i 7 treballs multimèdia guanyadors del concurs internacional. | [ 10 ]  |
| 2015 | +HUMANS El futur de la nostra espècie                                                | 7 octubre 2015 - 10 abril 2016    | Cathrine Kramer | Cíborgs, superhumans i clons. Evolució o extinció? Què vol dir ser humà avui? Com serà l'ésser humà d'aquí a cent anys? El potencial tecnològic avança a tota velocitat, hem de continuar modificant el nostre cos, la nostra ment i la nostra vida quotidiana, o hi ha uns límits que no podem superar? La mostra explora els possibles camins de futur de la nostra espècie tenint en compte especialment les tecnologies emergents i el nostre context cultural i ètic. | [ 11 ]  |
| 2015 | Lluita lliureretrats de família                                                      | 23 setembre - 1 novembre 2015     | Lourdes Grobet | Al llarg de 30 anys l'artista Lourdes Grobet s'ha endinsat en el món d'un dels esports més populars de Mèxic, d'arrelada tradició al país, que conforma un fenomen social únic al mónla lluita lliure. El projecte fotogràfic que presenta al CCCB es desplega més enllà dels quadrilàters i s'acosta a les llars, als llocs de reunió familiars i a les celebracions dels lluitadors i les lluitadores. | [ 12 ]  |
| 2015 | Pis Pilot Medellín - Barcelona                                                       | 4 juny - 25 octubre 2015          | Guillen Augé, Josep Bohigas, David Bravo, Àlex Giménez, Nydia Gutiérrez, Anna Vergés                                                           | Un projecte que reflexiona sobre l'habitatge. L'exposició té com a objectiu promoure el debat i presentar una sèrie de propostes que ajudin a donar resposta a les problemàtiques més importants a què s'enfronten les dues ciutats al voltant del tema de l'habitatge i la seva relació amb l'espai públic. Unes propostes que poden ser extrapolables a altres ciutats del món. | [ 13 ]  |
| 2014 | Arissa. L'ombra i el fotògraf, 1922-1936                                             | 14 novembre 2014 - 12 abril 2015  | Valentín Vallhonrat, Rafael Levenfeld | Arissa. L'ombra i el fotògraf, 1922-1936 és un recorregut per la carrera artística d'Antoni Arissa, un dels fotògrafs de referència del panorama català. L'exposició, dividida en tres parts, explora els inicis de l'artista i alhora s'endinsa en la seva etapa més prolífica, cap als anys 30, quan va entrar de ple en les avantguardes fotogràfiques. Arissa. L'ombra i el fotògraf, 1922-1936 rescata i recull més de 160 fotografies en blanc i negre d'aquest artista que va jugar de manera brillant amb la llum i l'ombra. Un arxiu fotogràfic de primera classe. | [ 14 ]  |
| 2014 | Shadowland de Kazuhiro Goshima                                                       | 14 novembre 2014 - 12 abril 2015  | Kazuhiro Goshima | Shadowland és una instal·lació audiovisual en 3D que explora el terreny de les llums i les ombres. És obra de l'artista japonès Kazuhiro Goshima. | [ 15 ]  |
| 2014 | World Press Photo 14                                                                 | 6 novembre - 8 desembre 2014      | | Desena edició del World Press Photo, exposició on es mostren les fotografies a les quals se'ls ha atorgat el prestigiós premi internacional de fotoperiodisme. Al CCCB s'hi troben les 130 fotografies mereixedores del guardó a l'edició del 2014. Cada una d'elles resulta punyent, viva, impactant, real. | [ 16 ]  |
| 2014 | Sota Setge                                                                           | 17 setembre - 9 novembre 2014     | Chus Martínez | Els artistes Mariam Ghani i Omer Fast presenten una instal·lació que consta de dues peces audiovisuals relacionades amb el motiu del setge i com aquest es viu a l'actualitat. Aquestes projeccions venen acompanyades d'un debat posterior i unes converses amb la comissària Chus Martínez sobre la pràctica artística en el context del setge. | [ 17 ]  |
| 2014 | Big Bang Data                                                                        | 9 maig - 16 novembre 2014         | | Són les dades el nou petroli, una font de riquesa potencialment infinita? Són la munició que carrega les armes de vigilància massiva? O han de ser, per damunt de tot, una oportunitat, un instrument per al coneixement, la prevenció, l'eficiència i la transparència, una eina per construir una democràcia més transparent i participativa? | [ 18 ]  |
| 2014 | Ciutats compartides                                                                  | 25 abril - 4 juny 2014            | | Ciutats compartides és una exposició que compren les obres que han estat reconegudes com a guanyadores, mencions especials i finalistes a la vuitena edició del certamen del Premi Europeu de l'Espai Públic Urbà 2014. Aquest projecte té com a objectiu reconèixer i difondre les millores en l'espai públic dins del continent europeu. | [ 19 ]  |
| 2014 | L'inici del demà Mancomunitat de Catalunya100 anys                                   | 8 abril - 20 juliol 2014          | | Aquest projecte expositiu neix per commemorar el centenari de la creació de la Mancomunitat de Catalunya. Explica i posa en valor les iniciatives d'una organització institucional que va actuar durant una dècada amb una energia inusitada per crear sòlides eines de connectivitat i de creixement a Catalunya. | [ 20 ]  |
| 2014 | Metamorfosis                                                                         | 26 març - 7 setembre 2014         | Carolina López | Metamorfosis és una exposició que posa en diàleg l'obra de quatre mestres de l'animacióLadislas Starewitch, Jan Švankmajer i els bessons Quay. Amb un estil fortament europeu, aquests artesans s'han convertit en un autèntic referent per l'animació tradicional feta amb stop-motion, petits ninots i tècniques manuals com el fotomuntatge. Tot i no ser coetanis i poseeir estils diferents, el CCCB els reuneix per conformar una singular història de l'animació a través del segle xx. | [ 21 ]  |
| 2013 | World Press Photo 13                                                                 | 6 novembre - 8 desembre 2013      | | Novena edició del World Press Photo, exposició on es mostren les fotografies a les quals se'ls ha atorgat el prestigiós premi internacional de fotoperiodisme. El CCCB recull les 143 fotografies mereixedores del guardó a l'edició del 2013. Aquest any el leitmotiv és "Face Reality", un lema que convida a la reflexió i a enfontrar-se a la realitat de forma conscient i informativa. | [ 22 ]  |
| 2013 | Espriu. He mirat aquesta terra                                                       | 30 octubre 2013 - 16 març 2014    | | Amb motiu del centenari del naixement de l'escriptor Salvador Espriu, el CCCB acull l'exposició EspriuHe mirat aquesta terra, un recorregut per la vida i obra d'un dels autors més destacats de la literatura catalana. L'exposició recull un seguit d'imatges, textos, objectes i audiovisuals que conformen una impecable radiografia del reconegut autor de Sinera. | [ 23 ]  |
| 2013 | Pasolini Roma                                                                        | 22 maig - 15 setembre 2013        | Alain Bergala, Jordi Balló, Gianni Borgna | L'exposició Pasolini Roma s'apropa a l'escriptor i cineasta italià Pier Paolo Pasolini (1922-1975) a través de les seves relacions amb Roma. I aquest acostament significa entrar de dret en tot el que constitueix i defineix Pasolini: la poesia, la política, el compromís civil, el sexe, l'amistat, el cinema. | [ 24 ]  |
| 2013 | Arxiu Bolaño. 1977- 2003                                                             | 5 març - 30 juny 2013             | Valérie Miles, Juan Insua | El CCCB organitza l'exposició Arxiu Bolaño. 1977- 2003 com a homenatge a l'excepcional escriptor xilè de la mort del qual es compleixen deu anys el 2013 i coincidint amb la sisena edició biennal de Kosmopolis La Festa de la Literatura Amplificada. | [ 25 ]  |
| 2012 | Samuel Aranda #desprésdelaprimavera                                                  | 29 novembre 2012 - 6 gener 2013   | | Amb motiu del Wold Press Photo de l'any 2011, el CCCB acull l'exposicióSamuel Aranda #desprésdelaprimavera. Samuel Aranda, premi WPP de l'any 2011, mostra a les seves fotografies com es viu als territoris on hi va haver l'anomenada Primavera Àrab un cop "passat" el conflicte. Amb aquestes Aranda pretén obrir un debat amb altres fotoperiodistes i mitjans de comunicació centrat en les tensions que sorgeixen de les reestructuracions polítiques als països àrabs. | [ 26 ]  |
| 2012 | World Press Photo 12                                                                 | 29 novembre 2012 - 6 gener 2013   | | Vuitena edició del World Press Photo, exposició on es mostren les fotografies a les quals se'ls ha atorgat el prestigiós premi internacional de fotoperiodisme | [ 27 ]  |
| 2012 | El Paral·lel, 1894-1939                                                              | 26 octubre 2012 - 24 febrer 2013  | Xavier Albertí, Eduard Molner | El paral·lel, 1894-1939 és una exposició que repassa 40 anys de la història d'una de les avingudes més mítiques de Barcelona. Des de la darreria del segle xix fins al 1939, quan van tancar tots els teatres de Barcelona, en acabar la guerra civil, el Paral·lel va esdevenir un lloc clau a la ciutat. El carrer es va configurar com una àrea d'espectacles heterogenia, multicultural i molt lliberal i va convertir Barcelona en un autèntic espectacle de la modernitat. | [ 28 ]  |
| 2012 | Souvenir. Martin Parr, fotografia i col·leccionisme.                                 | 29 maig - 21 octubre 2012         | Juan Pablo Wert Ortega | L'exposició «Souvenir. Martin Parr, fotografia i col·leccionisme», comissariada per Juan Pablo Wert, contempla l'obra de Martin Parr com una privilegiada il·lustració de les sorprenents relacions entre la fotografia i el col·leccionisme, en el marc de l'experiència turística. L'exposició vincula fotografia i col·leccionisme en virtut de la naturalesa creativa que comparteixenl'acte d'elecció-apropiació. Tanmateix, la perspectiva que adopta l'exposició té un sentit mes sociològic ja que emmarca ambdues formes d'intervenció en el context del turisme. | [ 29 ]  |
| 2012 | Més fotoperiodisme                                                                   | 1 març - 3 juny 2012              | | La mostra Més fotoperiodisme presenta quatre esplèndits projectes fotogràfics exhibits al festival professional de fotografia documental"Visa pour l'image - Perpignan" que reflecteixen alguns dels esdeveniments més importants ocorreguts al món en els últims anys. 170 imatges plenes de veritat. | [ 30 ]  |
| 2012 | Pantalla Global                                                                      | 24 gener - 28 maig 2012           | Gilles Lipovetsky, Jean Serroy, Andrés Hispano                                                                                                 | Pantalla Global és una exposició que reflexiona sobre el poder de la pantalla i les imatges que s'hi mostren. A partir de diferents audiovisuals i estructurat en varis temes, l'exposició fa pal·lès que allò visual no té limits. I que la forta atracció existent per la imatge en moviment fa que rarament els humans ens qüestionem la veritat que s'amaga rere d'ella. Una mostra que convida a endinsar-se en la pantalla i els seus secrets | [ 31 ]  |
| 2011 | World Press Photo 11                                                                 | 23 novembre - 23 desembre 2011    | | Setena edició del World Press Photo, exposició on es mostren les fotografies a les quals se'ls ha atorgat el prestigiós premi internacional de fotoperiodisme. El CCCB recull les 170 fotografies mereixedores del guardó a l'edició del 2011. Aquest any el leitmotiv és "Veure per creure", un lema que convida a reflexionar sobre el paper fonamental de la fotografia documental a l'actualitat. | [ 32 ]  |
| 2011 | Totes les cartes                                                                     | 12 octubre 2011 - 19 febrer 2012  | Jordi Balló | Totes les cartes. Correspondències fílmiques és una exposició que reuneix l'intercanvi de cartes filmades entre sis parelles de cineastes. Des de diverses parts del món, directors cinematogràfics molt experimentats comparteixen opinions amb altres companys de professió. El CCCB ajunta tota aquesta inusual correspondència per a crear una exposició única, centrada en una de les maneres més genuïnes de comunicar-sela "carta". | [ 33 ]  |
| 2011 | Memòria fragmentada                                                                  | 9 setembre - 3 novembre 2011      | Francesc Torres | L'11 de setembre del 2001, a les 8:46 del matí, era davant la finestra d'un apartament de la dotzena planta del número 11 de Courtland Street, a Nova York, a dues illes del World Trade Center, quan, de sobte, es va acabar el segle xx. La memòria perdura. 11-S Artefactes a l'Hangar 17 és un projecte que tracta de la memòria històrica, de la memòria nacional, del dol social i individual, i de les formes de tractar els traumes profunds per a aconseguir la curació; tots aquests aspectes catalitzen en una mena d'animació suspesa en l'extraordinari Hangar 17 del JFK de la ciutat de Nova York on es guarden les restes físiques de l'hecatombe de l'11 de setembre del 2001. Hi haurà un memorial nacional i un museu de l'11 de setembre, però l'excepcionalitat i l'aspecte temporal de l'Hangar 17 li confereixen una singularitat i un poder visual i emocional molt difícil de superar. Paradoxalment, és un lloc tancat als visitants. Poques persones en coneixen l'existència. Després d'un llarg procés hi he aconseguit l'accés i el permís per a fotografiar-ne el contingut | [ 34 ]  |
| 2011 | Brangulí. Barcelona 1909-1945                                                        | 8 juny - 6 novembre 2011          | Valentín Vallhonrat, Rafael Levenfeld | L'exposició “Brangulí. Barcelona 1909-1945”, produïda per la Fundación Telefónica en col·laboració amb l'Arxiu Nacional de Catalunya, està dedicada a l'obra del barceloní Josep Brangulí, un pioner del fotoperiodisme i autor d'algunes de les millors imatges que reflecteixen les grans transformacions, socials, urbanes i industrials que va patir Barcelona en el llarg període ple de canvis i conflictes del 1909 al 1945. La mostra, primera exposició antològica de Josep Brangulí, està composta per unes tres-centes fotografies i material imprès original de l'època. | [ 35 ]  |
| 2011 | La Trieste de Magris                                                                 | 9 març - 17 juliol 2011           | Giorgio Pressburger | Recuperant l'esperit de la sèrie «Les ciutats i els seus escriptors» que el CCCB va engegar fa uns anys, aquesta exposició convida a descobrir la ciutat de Trieste a través de l'escriptor triestí Claudio Magris i els seus llibres. | [ 36 ]  |
| 2011 | Desapareguts                                                                         | 2 febrer - 1 maig 2011            | Sandra Balsells, Gervasio Sánchez | “Desapareguts” s'erigeix com un contundent document contra l'oblit i té com a objectiu rescatar la memòria sepultada de persones desaparegudes en diversos conflictes bèl·lics i processos de repressió. La presentació de l'exposició s'inscriu en una acció cultural de gran envergadura que, per primera vegada al panorama expositiu espanyol, implica l'exhibició simultània a tres ciutats -Lleó, Barcelona i Madrid- d'un macro projecte fotogràfic centrat en la mateixa temàtica i a càrrec del mateix autor. | [ 37 ]  |
| 2010 | El d_efecte barroc                                                                   | 9 novembre 2010 - 27 febrer 2011  | Jorge Luis Marzo, Tere Badia | La hispanitat ha simbolitzat el marc comú i homogeni entre Espanya i Llatinoamèrica. Però, qui ha construït aquest mite i quines estratègies s'han generat per a fer-lo perdurar al llarg dels segles creuant multiplicitat de règims, ideologies i governs? Aquesta exposició, comissariada pels historiadors d'art Jorge Luís Marzo i Tere Badia, vol desgranar la relació entre el mite hispà i la seva principal estratègia de supervivènciael barroc. D'entre les imatges utilitzades en els països hispans per a construir i legitimar la seva identitat i la seva memòria, la barroca ha estat la més duradora, estesa i influent, sovint a costa d'ignorar altres línies argumentals igual de rellevants. | [ 38 ]  |
| 2010 | World Press Photo 10                                                                 | 4 novembre - 8 desembre 2010      | | Sisena edició del World Press Photo, exposició on es mostren les fotografies a les quals se'ls ha atorgat el prestigiós premi internacional de fotoperiodisme. Al CCCB s'hi troben les 170 fotografies mereixedores del guardó a l'edició del 2010. Cada una d'elles resulta punyent, viva, impactant, real | [ 39 ]  |
| 2010 | Petits editors, grans llibres                                                        | 23 - 24 octubre 2010              | | És precisament pel fet que aquests llibres massa sovint passen desapercebuts que s'ha encetat una metodologia de recerca oberta i col·laborativa, on tothom interessat ha estat benvingut a recomanar el treball d'aquests petits editors per tal que puguin ser presents en aquesta mostra. Petits editors, grans llibres es planteja com una demostració de la fortalesa de les persones. Un aplaudiment als individus, als col·lectius, als emprenedors, a la gent amb opinió, compromesa, que comparteix la necessitat d'expressar-se i que s'enfronta constantment amb l'adversitat. | [ 40 ]  |
| 2010 | Per laberints                                                                        | 28 juliol 2010 - 9 gener 2011     | Ramon Espelt, Oscar Tusquets | El laberint com a construcció i símbol és present en moltes tradicions culturals de la humanitat i, com assenyala Eco –autor del pròleg del catàleg de l'exposició–, la història mil·lenària d'aquest element revela la fascinació que sempre ha despertat en l'home perquè d'alguna manera li parla de la condició humanahi ha infinites situacions en les quals és fàcil entrar però difícil sortir-ne. | [ 41 ]  |
| 2010 | Barcelona – València – Palma                                                         | 26 maig - 12 setembre 2010        | Ignasi Aballí, Melcior Comes, Vicent Sanchis Llàcer                                                                                            | El CCCB i el Departament de Cultura i Mitjans de Comunicació de la Generalitat de Catalunya presenten, del 26 de maig al 12 de setembre de 2010, l'exposició «BVP», comissariada per Ignasi Aballí, Melcior Comes i Vicent Sanchis. La mostra és una aproximació a les confluències i divergències de tres ciutats mediterrànies: Barcelona, València i Palma. Es tracta de tres ciutats que en molts moments han anat de la mà o han transitat sobre les mateixes línies de força, la qual cosa es fa patent quan avaluem la seva història i pensem de quina manera han evolucionat en els últims segles. Així, més enllà de la llengua comuna, trobem una arquitectura i un urbanisme semblants, una geografia humana perfectament equiparable i una estètica urbana que les agermana, tot i que sempre han conservat cada una d'elles les seves particularitats, passant per èpoques de distanciament i de confrontació. L'exposició mostra la situació present de Barcelona, València i Palma, desenvolupant dos aspectes fonamentalsel paisatge urbà i el paisatge humà | [ 42 ]  |
| 2010 | ATOPIA Art i ciutat al segle XXI                                                     | 25 febrer - 24 maig 2010          | Josep Ramoneda, Iván de la Nuez | L'ATOPIA és el sentiment de malestar de l'individu enfront de la ciutat del present la qual no representa, en cap cas, el paradís somiat o promès que ens ofereix la utopia. L'exposició tracta precisament d'aquest malestar, de la incomoditat entre la ciutat que sí existeix i l'individu. De la tensió entre una ciutat que s'individualitza -esdevé un ens amb vida pròpia, més enllà de nacions, països, estats- i d'un individu que es massifica. La mostra no s'inscriu en els recents projectes basats en «allò social» o reivindicatiu, ni en les creixents exposicions de denúncia sobre l'especulació o els processos de gentrificació de les ciutats. El que interessa els seus comissaris és una agonia més universal i, al mateix temps, més palpablela de l'individu que sobreviu i la de la seva resistència enfront de l'apoteosi urbana. | [ 43 ]  |
| 2010 | Local, local! La ciutat que ve                                                       | 23 febrer - 2 maig 2010           | Francesc Muñoz | fa trenta anys es van constituir els ajuntaments democràtics després del llarg període dictatorial. Al llarg d'aquestes tres dècades, les ciutats i el territori han viscut una sèrie de canvis profundstransformacions que s'han esdevingut pels processos de creixement, per l'impacte de la globalització i per l'acceleració dels avenços tecnològics. El Centre de Cultura Contemporània de Barcelona i la Diputació de Barcelona presenten l'exposició Local, local! La ciutat que ve amb la finalitat de mostrar una diagnosi de com han canviat les nostres ciutats, així com una aproximació a la ciutat del futur. A través d'una proposta museogràfica sintètica i clarificadora sustentada en muntatges audiovisuals i report€atges fotogràfics, la mostra es fonamenta en un treball previ d'investigació dirigit pel geògraf Francesc Muñoz, comissari de la mostra. | [ 44 ]  |
| 2009 | Drap-Art’09                                                                          | 18 desembre 2009 - 10 gener 2010  | | Drap-Art’09 en aquesta edició prolonga la seva exposició d'art i disseny que mostra el que es pot fer creativament amb deixalles. Hi participen uns 50 artistes i dissenyadors de quatre continents. | [ 45 ]  |
| 2009 | BAC! 09. Pandora’s Boxes (Dona/art/avui)                                             | 1 desembre 2009 - 3 gener 2010    | | La desena edició del Festival d'Art Contemporani de Barcelona, BAC! 09, va ser dedicada en la seva totalitat a la producció realitzada per artistes dones de tot el món, una oportunitat única i referencial per contemplar el panorama internacional de les arts visuals creades per elles. Contràriament a altres exposicions de temàtica similar, la major part de les quals sota l'ombrel·la del feminisme o la crítica social cap a la diferència i la discriminació de gènere, el BAC! vol escapar-se dels estereotips per presentar una visió fresca, dinàmica i mobilitzadora de la vinculació del gènere al món de l'art, amb l'humor, la ironia i la divergència com a principals aportacions dinamitzadores. | [ 46 ]  |
| 2009 | World Press Photo 2009                                                               | 11 novembre - 13 desembre 2009    | | L'exposició World Press Photo -recull de les obres guanyadores del concurs homònim- és coneguda mundialment com la principal mostra itinerant de fotoperiodisme. Així doncs, la World Press Photo esdevé tant un document històric dels principals esdeveniments del 2008, com una mostra de la millor fotografia de l'any | [ 47 ]  |
| 2009 | Cerdà i la Barcelona del futur                                                       | 20 octubre 2009 - 28 febrer 2010  | | Aquesta mostra, emmarcada en els actes de l'Any Cerdà, destaca la riquesa urbanística del Projecte Cerdà analitzant el present de l'Eixample i pensant el futur de la ciutat de Barcelona. L'Eixample es el resultat d'una idea forta i racional -el projecte d'Ildefons Cerdà-, que en la seva aplicació durant 150 anys ha produït una ciutat molt complexa i rica de matisos. Tots el grans projectes urbanístics necessiten temps pel seu desenvolupament i l'Eixample s'ha anat modulant al llarg de tots aquests anys. | [ 48 ]  |
| 2009 | El segle del jazz                                                                    | 22 juliol - 18 octubre 2009       | Daniel Soutif | El jazz constitueix, juntament amb el cinema i el rock, un dels esdeveniments artístics més importants del segle xx. Aquesta música híbrida, que va sorgir durant els primers anys del segle passat, l'ha travessat marcant cada aspecte de la cultura mundial amb els seus sons i els seus ritmes. «El segle del jazz» presenta de manera cronològica les relacions entre el jazz i les arts al llarg del segle xx. Ens mostra de quina manera el so del jazz ha matisat totes les altres arts, de la pintura a la fotografia, del cinema a la literatura, sense oblidar el grafisme o els dibuixos animats. L'exposició s'articula cronològicament entorn d'una línia del temps al llarg de la qual s'obren 10 seccions que evidencien les relacions del jazz amb les altres disciplines artístiques i expliquen així la història del segle seguint l'empremta d'aquest fil conductor musical | [ 49 ]  |
| 2009 | Quinquis dels 80. Cinema, premsa i carrer                                            | 25 maig - 6 setembre 2009         | Amanda Cuesta, Mery Cuesta | Aquesta exposició, comissariada per Amanda Cuesta i Mery Cuesta, ofereix una mirada sobre el cinema quinqui, que va viure el seu apogeu entre 1978 i 1985, centrant-se en la seva relació de retroalimentació amb la premsa de l'època. L'exposició actua, a més, com a reflex fidel de les transformacions urbanístiques, socials, polítiques i econòmiques que van fustigar el país en aquell període. L'anomenat cinema quinqui comporta una particular i intricada relació de retroalimentació amb la premsa sensacionalista de l'època, però, a més, actua com un reflex fidel de les transformacions urbanístiques, socials, polítiques i econòmiques que van sacsejar el país durant aquell període. Els codis de representació de la delinqüència juvenil del cinema quinqui han perviscut fins a l'actualitat de tal manera que l'estereotip del quinqui, sotmès a un procés d'estetització, continua avui dia exercint una fascinació desfermada. | [ 50 ]  |
| 2009 | Il·luminacions. Catalunya visionària                                                 | 18 febrer - 24 maig 2009          | Pilar Parcerisas | La mostra, comissariada per la historiadora i crítica d'art Pilar Parcerisas, és un recorregut per les il·luminacions que han conformat la visió de la Catalunya moderna des de l'època remota de Ramon Llull fins avui i s'il·lustren mitjançant l'art que uneix pensament i creació, intel·lecte i acció, convocant una àmplia presència de creadors contemporanis el treball dels quals entronca amb aquest imaginari simbòlic de tramat al llarg del temps. L'aventura cultural i artística de Catalunya ha estat marcada per una mirada utòpica i alhora pragmàtica, que ha obert les portes de la modernitat, des del pensament i l'acció, en un anar i venir de nord a sud, d'est a oest. Cruïlla d'expansions i reduccions, d'energies centrífugues i centrípetes, ha estat un país avançat gràcies a la intuïció i a la visió de les seves individualitats. Oberta als corrents de pensament europeu i a la penetració de les noves ideologies revolucionàries, Catalunya ha crescut pel camí de les utopies i de la transformació social, el que ha donat força a unes individualitats creadores de presència universal | [ 51 ]  |
| 2009 | BAMAKO VII Trobada africana de fotografia. A la ciutat i més enllà                   | 25 febrer - 1 juny 2009           | Josep Subirós | Sota el títol A la ciutat i més enllà, la setena edició dels Rencontres Africaines de la Photographie de Bamako té com a tema la urbanitat | [ 52 ]  |
| 2008 | BAC! 08 Réveille-toi                                                                 | 2 - 28 desembre 2008              | | El Festival Bac! 2008, amb noves reflexions a l'entorn de la moda, l'art, les tendències i la publicitat, estarà obert a creadors i teòrics que estiguin disposats a buscar respostes, ruptures... o a obrir una escletxa per a la reflexió sobre les dimensions que prenen els fenòmens de la moda i el consum en la nostra societat. | [ 53 ]  |
| 2008 | World Press Photo 2008                                                               | 18 novembre - 14 desembre 2008    | | Per quart any consecutiu, la Fundació Photographic Social Vision organitza, amb la col·laboració del CCCB i de Caja Mediterráneo, l'exposició World Press Photo 08. Aquesta mostra recull les obres guanyadores del concurs homònim i és coneguda mundialment com la principal mostra itinerant de fotoperiodisme. | [ 54 ]  |
| 2008 | A LA CIUTAT XINESA. Mirades sobre les transformacions d'un imperi                    | 4 novembre 2008 - 22 febrer 2009  | Frédéric Edelmann, Françoise Ged | El CCCB presenta l'exposició "A LA CIUTAT XINESA. Mirades sobre les transformacions d'un imperi", coproduïda amb la Cité de l'Architecture et du Patrimoine (París), on es va poder veure entre 19 de juny al 19 de setembre de 2008. | [ 55 ]  |
| 2008 | Kosmòtica II                                                                         | 22 octubre - 9 novembre 2008      | Juan Insua, David Casacuberta Sevilla | Kosmòtica II és una evolució natural d'Hiperiment, Lector Mundi i Kosmòtica I, presentats en anteriors edicions de Kosmopolis. Al·ludeix a una convergència de mitjans en fase expansiva, però també a disciplines imaginàries i lúdiques. És un espai de coneixement i participació on s'explora la història de l'hipertext, la irrupció de la literatura electrònica, el desenvolupament de les narracions digitals interactives, la disseminació dels suports, els canvis en les maneres de llegir i escriure, i el trànsit a l'hipermèdia. | [ 56 ]  |
| 2008 | J. G. Ballard. Autòpsia del nou mil·lenni                                            | 22 juliol - 2 novembre 2008       | Jordi Costa | Aquesta exposició vol ser un recorregut a través de l'univers creatiu de Ballardels seus temps i les seves obsessions, la seva dissecció de les claus secretes de la contemporaneïtat, les petjades de la seva trajectòria vital en la seva obra de ficció, els seus referents artístics i literaris i les seves intuïcions precises i desencantades d'una vida futura regida pels conceptes de l'antiutopia asèptica i la catàstrofe. | [ 57 ]  |
| 2008 | Magnum. 10 seqüències                                                                | 23 abril - 7 setembre 2008        | Serge Toubiana, Diane Dufour | Deu fotògrafs de l'agència Magnum evoquen la influència del cinema en el seu imaginari. L'exposició ha convidat aquests fotògrafs representants de diferents generacions i de diferents corrents de la fotografia documental a fer deu treballs originals, on mostren com el cinema pot infiltrar-se en la seva tasca de captació de la realitat. Les seves peces, fotografies o instal·lacions audiovisuals, revelen com un realitzador cinematogràfic, una pel·lícula o un pla han deixat una petjada en el seu imaginari i en la seva obra. Passatges, infiltracions, superposicions entre els dos mons. | [ 58 ]  |
| 2008 | Post-it City. Ciutats ocasionals                                                     | 13 març - 25 maig 2008            | Martí Peran, Filippo Poli, Giovanni La Varra, Federico Zanfi                                                                                   | El projecte investiga els diferents usos temporals que s'encavalquen sobre el territori urbà, prioritzant les perspectives ofertes des de l'arquitectura, l'urbanisme i les arts visuals. Ciutats ocasionals pretén explorar el fenomen des de les post-it cities, una mena de ciutats efímeres que infecten la ciutat ordinària a partir d'uns usos no codificats, temporals, anònims i amb un tarannà crític implícit. | [ 59 ]  |
| 2008 | Vides minades. 10 anys                                                               | 15 febrer - 13 abril 2008         | Gervasio Sánchez | Exposició de fotografies de Gervasio Sánchez. Coincidint amb el 10è aniversari del tractat d'Ottawa per a la prohibició de les mines antipersona. | [ 60 ]  |
| 2008 | Las mujeres que no conocemos                                                         | 23 gener - 30 març 2008           | José Luis Guerín | Las mujeres que no conocemos conforma, juntament amb Unas fotos en la ciudad de Sylvia i En la ciudad de Sylvia, el darrer projecte creatiu de José Luis Guerin. Tres formats diferents al voltant d'un mateix discurs, d'una mateixa temàticala reflexió del cineasta sobre el retrat femení, el temps en fuga i la pròpia creació cinematogràfica. A Las mujeres que no conocemos, instal·lació expositiva produïda amb motiu de la 52a Biennal de Venècia 2007 per al Pavelló d'Espanya, Guerin utilitza el muntatge fotoseqüencial, format a mig camí entre el cinema i la fotografia. El resultat suposa un nou pas endavant en la confluència dels cineastes amb el museu i indaga en un camí obert en el qual el CCCB és avantguardael del cinema exposat. | [ 61 ]  |
| 2007 | BAC! 07 Babylon                                                                      | 27 novembre - 20 desembre 2007    | | En la seva vuitena edició i sota el títol de BAC Babylon, el BAC! Festival d'Art Contemporani a Barcelona recrea el concepte de la ciutat contemporània, i convida artistes de totes les disciplines a oferir una visió crítica sobre aquesta realitat i a participar, per mitjà de les seves propostes, en la construcció d'una consciència cultural més activa i compromesa | [ 62 ]  |
| 2007 | En Transició 20N – 23F 2008                                                          | 20 novembre 2007 - 24 febrer 2008 | Manel Risques, Ricard Vinyes, Antoni Marí | En Transició vol transmetre a l'espectador, d'una banda, la sensació de trànsit, de canvi progressiu, de moviment i, de l'altra, vol evitar la mirada retrospectiva fomentant que es visqui la visita en temps present. L'exposició comença amb un espai introductori que parla de les contradiccions internes del règim franquista mitjançant la reconstrucció d'una reunió secreta del Consejo del Movimiento. A continuació s'organitza en nou àmbits temàtics que dibuixen l'evolució d'una societat que va desarticular tot allò que el règim franquista semblava deixar lligat | [ 63 ]  |
| 2007 | World Press Photo 2007                                                               | 16 octubre - 11 novembre 2007     | | L'exposició World Press Photo, coneguda mundialment per tractar-se de la principal mostra itinerant de fotoperiodisme, exhibirà les obres guanyadores del concurs anual que porta el mateix nom. | [ 64 ]  |
| 2007 | Apartheid El mirall sud-africà                                                       | 26 setembre 2007 - 3 febrer 2008  | Josep Subirós | El fil narratiu de l'exposició es planteja com un recorregut d'anada i tornadades dels orígens europeus del racisme modern, passant per la seva extensió planetària durant l'època colonial, per acabar retornant a les regions del món més privilegiades en l'època postcolonial. | [ 65 ]  |
| 2007 | Fronteres                                                                            | 3 maig - 30 setembre 2007         | Henri Dorion, Michel Foucher | una reflexió sobre el concepte de frontera i les seves tipologies i una panoràmica sobre diverses fronteres geopolítiques d'avui (els límits d'Europa, EUA-Mèxic, Israel-Palestina, Corea del Nord-Corea del Sud, Caixmir, Miami-l'Havana, el cas de Melilla...). L'exposició ha estat concebuda com un viatge a través de mons diferents, en un gest que alia història i geopolítica, la mirada de fotògrafs i testimonis, sons i mapes, reflexions generals i estudis de camp. | [ 66 ]  |
| 2007 | SomàliaSobreviure a l'oblit                                                          | 11 abril - 1 maig 2007            | | Són poblacions ignorades per l'agenda política internacional i, per tant, expulsades del territori de les solucions i de les responsabilitats polítiques. En aquest projecte de sensibilització de Metges Sense Fronteres, la instal·lació multimèdia Somàlia, basada en fotografies de Pep Bonet, és el punt de partida d'una sèrie d'activitats que culminaran amb la celebració del debat Geografia de les crisis oblidades, organitzat pel CCCB. La imatge i la paraula s'utilitzaran per posar de relleu les crisis oblidades en l'actualitat, apuntant a les causes i els actors responsables, però, sobretot, buscant una reflexió en veu alta sobre el patiment de les poblacions invisibles, atrapades entre l'oblit i la violència. Amb aquesta iniciativa de MSF, el CCCB reobre el debat sobre les crisis humanes més oblidades del món | [ 67 ]  |
| 2007 | Hammershøi i Dreyer                                                                  | 26 gener - 1 maig 2007            | Anne-Birgitte Fonsmark, Casper Tybjerg, Jordi Balló                                                                                            | El CCCB presenta l'exposició Hammershøi i Dreyer que, per primera vegada, reuneix la producció de dos dels artistes danesos més universals de tots els tempsel pintor Vilhelm Hammershøi (Copenhaguen, 1864–1916) i el cineasta Carl Theodor Dreyer (Copenhaguen, 1889–1968). La mostra és una coproducció del CCCB i l' Ordrupgaard de Copenhaguen, on s'ha pogut visitar fins al 7 de gener de 2007. Aquesta exposició suposa la presència per primera vegada a l'Estat espanyol de l'obra de Hammershøi, amb 36 peces essencials. Fins avui només s'havien presentat antològiques del pintor danès fora dels països escandinaus a París, Nova York i Hamburg. | [ 68 ]  |
| 2006 | That's not entertainment!                                                            | 22 desembre 2006 - 18 març 2007   | Andrés Hispano, Antoni Pinent | THAT'S NOT ENTERTAINMENT! El cinema respon al cinema recorre aquest potencial a partir d'autors i pràctiques que proven l'amplitud creativa d'allò que anomenem cinema, un art i una experiència que, més enllà de la narrativitat, comprèn l'abstracció, el cinema fet a mà, l'apropiació, la provocació o el qüestionament d'ell mateix. L'exposició presenta autors i moviments clau del cinema experimental i independent, però no està plantejada com una història alternativa al cinema de consum. La idea és definir el cinema des de pràctiques que, tot sovint, contravenen tòpics, mostren un món del cinema que es pot exercir de maneres properes a la pintura, la música o l'assaig. Entre d'altres, la mostra compta amb Peter Kubelka, Gustav Deutsch, Stan Brakhage, José Antonio Sistiaga, Jean-Luc Godard o Mathias Müller. | [ 69 ]  |
| 2006 | BAC! 06 Les identitats i llurs topografies                                           | 21 novembre - 17 desembre 2006    | | Identitats col·lectives, individuals, polítiques, culturals, sexuals, fictícies, i la relació que estableixen amb els seus paisatges, escenografies, territoris... Una proposta que no és més que l'inici, un punt de partida que inciti a la reflexió i representació de les darreres creacions contemporànies d'una xarxa imaginària, o imaginada, però de gran força fàctica, que embolica els nostres cossos i els espais habitats | [ 70 ]  |
| 2006 | Seguir Viu                                                                           | 18 octubre - 19 novembre 2006     | Juan Insua | Seguir Viu és una exposició de petit format que recopila els treballs que el col·lectiu de videoartistes italians Masbedo (Nicolò Massazza i Jacopo Bedogni) ha realitzat amb la col·laboració de l'escriptor francès Michel Houellebecq. L'obra audiovisual de Masbedo i les novel·les de Michel Houellebecq comparteixen les mateixes preocupacions conceptuals i estètiques originades per la recerca de respostes existencials a l'angoixa vital, la desesperació o la incapacitat d'estimar que defineix la modernitat tardana. La mostra inclou l'estrena a Barcelona del curtmetratge La Rivière, primer treball fílmic de Houellebecq, i també la col·laboració especial de Juliette Binoche al vídeo Il mondo non è un panorama. | [ 71 ]  |
| 2006 | Bamako '05                                                                           | 5 octubre 2006 - 28 gener 2007    | | La selecció de Bamako'05 realitzada per al Centre de Cultura Contemporània de Barcelona inclou l'obra de tretze fotògrafs, dels trenta-nou presentats a l'«Exposició Internacional» de la biennal. Tots ells ens ofereixen una visió subjectiva que, com diu Simon Njami, comissari general de les Rencontres, «no pretén imposar-se com un axioma, sinó com una proposta, com una possibilitat, com una alternativa». No pretenen dir «aquesta és la realitat», sinó «aquesta també és una realitat». A través de la seva subjectivitat, amplien i enriqueixen la nostra mirada | [ 72 ]  |
| 2006 | A favor de l'espai públic                                                            | 1 juliol - 25 setembre 2006       | | A favor de l'espai públic és una mostra de la tasca duta a terme fins ara pel CCCB en la reflexió sobre la ciutat contemporània, entesa en la seva dimensió urbanística i arquitectònica, però també política, social i filosòfica. L'espai ofereix una selecció de materials dels projectes presentats en l'edició 2006 del Premi Europeu de l'Espai Públic Urbà, amb un èmfasi especial en els dos projectes guardonats i els tres mencionats. Paral·lelament es pot consultar el fons de l'Arxiu Europeu de l'Espai Públic Urbà i un recull de conferències, llibres i arxius àudiovisuals del fons documental del CCCB sobre l'espai públic i la ciutat contemporània. El Premi Europeu de l'Espai Públic Urbà és una iniciativa del CCCB dirigida a reconèixer i promoure el caràcter públic dels espais urbans, així com la seva capacitat d'integració social. | [ 73 ]  |
| 2006 | El pols dels dies. 125 anys de la vanguardia                                         | 20 abril - 1 juny 2006            | Màrius Carol | L'exposició commemora els 125 anys de La Vanguardia, fundada pels germans Godó el 1881. Revisa aquest període de la història a través del diari barceloní, a partir d'una sèrie de notícies que es corresponen als diferents gèneres periodístics. En aquest sentit, pretén ser un homenatge al periodisme i als periodistes, però també als principals protagonistes del segle XX i, en darrera instància, als lectors que, amb la seva fidelitat, han fet possible l'aventura quotidiana d'aquest diari. | [ 74 ]  |
| 2006 | Hi havia una vegada Txernòbil                                                        | 20 abril - 23 juliol 2006         | Galia Ackerman | Txernòbil, la pitjor catàstrofe industrial de la història de la humanitat, no ha estat mai objecte d'una exposició. S'han fet, sens dubte, exposicions d'alguns fotògrafs o, fins i tot, de dibuixos de nens, normalment per recaptar fons per part d'una ONG, però mai no s'ha intentat mostrar d'una manera oberta aquest fet tan important de la història contemporània. | [ 75 ]  |
| 2006 | Dones davant la guerra                                                               | 4 - 12 març 2006                  | | Per celebrar el Dia Internacional de la Dona, el 8 de març de 2006, el Gabinet de Drets Humans i Centre de Dret Internacional Humanitari de la Creu Roja realitza una exposició sobre Dones davant la guerra, que consta d'una col·lecció de fotografies i de testimonis de dones afectades pels conflictes armats. | [ 76 ]  |
| 2006 | Erice - Kiarostami. Correspondències                                                 | 10 febrer - 21 maig 2006          | Alain Bergala, Jordi Balló | Víctor Erice i Abbas Kiarostami són probablement dos dels cineastes més respectats del món. L'exposició és una trobada entre els dos, una mirada diferent sobre ells Erice i Kiarostami són probablement dos dels cineastes del món més respectats gràcies a la seva integritat, a la mirada neta del seu cinema, al gest revolucionari de tornar als inicis per continuar avançant, reivindicant el cinema que filma el que passa davant de la càmera, aprofundint en les arrels del cinema primitiu per oferir una lliçó sobre el compromís amb la realitat. Partim de la hipòtesi que una trobada entre tots dos és possible. Tots dos hi han accedit amb entusiasme i aquesta exposició il·luminarà aquesta trobada entre dos artistes. Comissariada pel crític de cinema francès Alain Bergala i per Jordi Balló -director d'exposicions del CCCB-, la mostra contindrà materials específics de tots dos artistes, entre els quals destaquen diversos treballs fotogràfics, instal·lacions i projeccions. Però també es planteja un treball d'intercanvi, de diàleg, com una correspondència filmada en la qual els dos directors s'envien seqüències sobre la seva realitat més immediata. L'exposició construirà un diàleg impossible en el mecanisme habitual del cinema tradicional. L'exigència dels dos cineastes i de la seva obra ens ha obligat a plantejar-nos algunes qüestions cabdals, que ells mateixos ens han ajudat a resoldreCom s'ha d'exposar el cinema? Com s'han d'exposar les imatges cinematogràfiques i les imatges d'una altra naturalesafotografies, quadres? I també sobre la manera d'aconseguir que el recorregut per una exposició esdevingui una experiència de la mirada sostinguda i personal per a cada espectador. | [ 77 ]  |
| 2006 | L'art del risc                                                                       | 12 gener - 5 març 2006            | Jordi Jané, Joan Maria Minguet Batllori | Aquesta exposició proposa una mirada sobre els artistes i els espectacles que, en els darrers trenta anys, han contribuït a fer del nou circ català un fenomen creatiu de gran riquesa. | [ 78 ]  |
| 2005 | Lector Mundi. Deu mil maneres de llegir                                              | 2 desembre 2005 - 15 gener 2006   | Juan Insua | K05. Edició especial presenta una obra audiovisual inspirada en les múltiples maneres de llegir i en la dessacralització del llibre com a suport privilegiat en la transmissió de la cultura. L'obra, concebuda com a ficció documental multimèdia, es presenta en una versió especial per a Pati Kosmopolis i en una instal·lació on s'aprofundeixen els canvis en els hàbits de lectura i l'emergència de noves espècies de lectors. La instal·lació inclou entrevistes exclusives a Bunmi Akpata-Ohohe, Ulrich Beck, Soheib Bencheikh, Craig Calhoun, André Comte-Sponville, Cory Doctorow, Hans Magnus Enzensberger, Harvie Ferguson, Mai Ghoussoub, Enrique Gil Calvo, Lucía Lagunes, Lawrence Lessig, Olivier Roy, Josep-Maria Terricabras i Maha Yahya. | [ 79 ]  |
| 2005 | BAC! 05 La violència VI Festival Internacional d'Art Contemporani a Barcelona        | 8 novembre - 11 desembre 2005     | | BAC! aborda la temàtica de la violència al segle XXI. La violència com objecte crític a partir del qual reflexionar entorn dels seus efectes, conseqüències i la manera en que cadascú reacciona davant d'ella. La violència com llenguatge, como imatge, com gest. | [ 80 ]  |
| 2005 | Mientras tanto... Iván Zulueta                                                       | 26 octubre - 18 desembre 2005     | Álvaro Matxinbarrena | L'exposició recull dos treballs pràcticament inèdits d'Iván Zulueta (autor reconegut per la seva filmografia i el seu treball gràfic), la llarga sèrie de Polaroids i algunes de les seves peces en Súper 8 realitzades entre el 1971 i el 1976. El CCCB acull aquesta exposició que s'haurà mostrat primer a la Casa Encendida de Madrid, del 29 de març al 12 de juny de 2005, i a continuació al Museo Patio Herreriano de Valladolid, del 6 de juliol al 25 de setembre de 2005. El títol de l'exposició fa referència a la condició paral·lela d'aquests treballs, desenvolupats de manera simultània a la resta de la seva obra, i reprodueix també una frase ("mientras tanto...") que apareix de manera recurrent en moltes Polaroids, com si es tractés d'una cortineta o d'una vinyeta de transició. | [ 81 ]  |
| 2005 | Literatures de l'exili                                                               | 4 octubre 2005 - 29 gener 2006    | Julià Guillamon, Joaquim Jordá, Francesc Abad                                                                                                  | El 26 de gener de 1939 les tropes de Franco són a les portes de Barcelona. Una riuada de gent pren el camí de l'exili. Entre aquesta multitud hi ha escriptors i intel·lectuals, artistes i homes de ciència. Gràcies al suport de diverses organitzacions passen els primers mesos en refugis al sud de França. D'altres, amb menys sort, van a parar als camps de concentració condicionats precàriament en erms i platges. Comença una aventura que obliga a prendre decisions, que es tradueixen en canvis radicals en la manera de viure. Europa es prepara per a la Segona Guerra Mundial. I a Amèrica, només tres països obren les portes a l'allau de refugiatsMèxic, Xile i la República Dominicana. L'obra dels escriptors -la novel·la, els contes, les memòries, la poesia- és el millor testimoni d'una experiència que va afectar milers de persones. Seguint la veu dels escriptors, Literatures de l'exili ha tornat als llocs on es va desenvolupar aquesta història per recuperar llibres, manuscrits i fotografies que transmeten el clima moral de l'exili. I per filmar un documental que permet reviure alguns dels seus episodis fonamentalsel pas de la Frontera, l'arribada a Amèrica, la contribució dels exiliats a la vida cultural dels països d'acollida, el dilema del retorn. | [ 82 ]  |
| 2005 | World Press Photo 2005                                                               | 22 setembre - 16 octubre 2005     | | L'exposició World Press Photo 2005, coneguda arreu del món per ser la principal mostra itinerant de fotoperiodisme, exhibeix les obres guanyadores del concurs anuals World Press Photo, que enguany celebra el 50è aniversari. | [ 83 ]  |
| 2005 | Occident vist des d'Orient                                                           | 27 maig - 25 setembre 2005        | Abdelwahab Meddeb | Occident vist des d'Orient és una exposició sobre com hem estat i som vistos els Occidentals -els europeus en particular- per part de l'Orient islàmic. En la preparació de l'exposició s'ha vist, des d'un bon inici, que històricament els orientals s'han fixat molt menys en els europeus del que nosaltres ho hem fet en ells. Si l'orientalisme és una tradició cultural a Occident, Occident és un objecte rar en la creativitat de les cultures orientals. El recorregut de la mostra permet observar que l'Islam ha estat dividit en la seva manera de veure Occident, a la vegada que subratlla com les diferents mirades i actituds han conviscut simultàniament al llarg de la història. El conflicte, la solidaritat, l'intercanvi, la fascinació... no s'alternen en el temps, sinó que coincideixen. Per entendre millor aquesta visió complexa, l'exposició presenta set seqüències diferents i un total de 215 obres. Cada seqüència o apartat de l'exposició confronta la mirada del passat (segles xii al xix) amb la del present. Miniatures, manuscrits, mapes, pintures i fotografies il·lustren com l'Islam ha vist Europa al llarg dels segles. Juntament amb aquestes obres i documents, imatges d'altres llenguatges artístics ofereixen la clau contemporània de la qüestió. Per aquest motiu, el CCCB ha convidat una sèrie d'artistes i intel·lectuals d'aquests països a donar la seva visió d'Occident. | [ 84 ]  |
| 2005 | París i els surrealistes                                                             | 18 febrer - 22 maig 2005          | Victoria Combalía | París i els surrealistes aborda el surrealisme des de l'interior del moviment mateix. Amb una mirada global, analitza els temes principals que van preocupar els seus artistes i subratlla la vigència i modernitat del moviment. La ciutat de París té un factor aglutinadorles més de 370 obres que integren l'exposició van ser inspirades, creades, exposades o col·leccionades a la capital francesa. Per als surrealistes, París va ser una ciutat estimada com un ésser humà, un bosc de prodigis, un privilegiat paratge del desig. Un recorregut iniciàtic L'exposició està formada per unes 370 obres entre pintures, escultures, fotografies, objectes trobats, art primitiu, art popular i naïf, pel·lícules o documents diversos. La mostra s'articula a través d'una sèrie de temes que van marcar el desenvolupament del surrealisme en el París d'entreguerres. El llenguatge audiovisual té un paper destacat en l'exposicióalguns dels temes són tractats mitjançant produccions realitzades pel departament d'audiovisuals del CCCB i s'organitza un cicle de cinema paral·lel a l'exposició que inclou films surrealistes juntament amb altres sobre el París dels anys trenta | [ 85 ]  |
| 2005 | Factoria d'humor Bruguera                                                            | 21 gener - 10 abril 2005          | Carles Santamaria, Jaume Vidal | De Carpanta a les Hermanas Gilda, de Mortadelo a Súper López... Sense oblidar el famós 13, Rue del Percebe... Tots seran aquí, al CCCB. I és que els personatges de l'Editorial Bruguera han marcat l'humor espanyol des dels anys quaranta. Ara, a través d'historietes originals i de les reproduccions de vinyetes que mostrem, podem comprovar com l'humor d'aquests personatges encara és vigent avui dia. | [ 86 ]  |
| 2004 | BAC! 04 La pell V Festival Internacional d'Art Contemporani a Barcelona              | 30 novembre - 12 desembre 2004    | | El Festival d'Art Contemporani de Barcelona s'ha consolidat com una proposta de referència en la que es pretén reflexionar sobre els diferents llenguatges plàstics i audiovisuals generats a partir d'un tema de partida proposat als artistes participants. Si l'any passat el tema a tratar era la por en les seves múltiples interpretacions, aquesta vegada el tema és la pell. | [ 87 ]  |
| 2004 | Place. El món en una maleta                                                          | 23 novembre - 26 desembre 2004    | | Vasava Artworks i el Centre de Cultura Contemporània de Barcelona presenten Place, el món en una maleta, un projecte d'investigació sobre les relacions entre l'entorn i el procés creatiu en el qual trenta-cinc dissenyadors han plasmat el món que els envolta. L'estudi gràfic de Barcelona Vasava Artworks va posar en circulació dues maletes amb un llibre en blanc, una càmera de vídeo i una samarreta a l'interior de cadascuna. Aquest material verge va recórrer, en sentit est i oest, trenta-cinc ciutats del mónMilà, Rio de Janeiro, Singapur, Ciutat de Mèxic, Estocolm, Reykjavik, Lausana, Caracas, Amsterdam, Lisboa, Manila, Medellín, Hamburg, East Stroudsburg, Sidney, Buenos Aires, Copenhaguen, Toronto, Moscou, Guayaquil, París, Lima, Istanbul, Colònia del Sacramento, Durban, Los Angeles, Londres, Santiago de Xile, Tòquio, Dakar, Hong Kong, São Paulo, Bangalore i Montreal. El projecte ha convocat trenta-cinc dissenyadors que, amb les seves intervencions i les seves filmacions, han intentat respondre a la pregunta de com influeix el lloc on es viu en el procés creatiu individual. El resultat d'aquest work in progress es presenta a Barcelona del 23 de novembre al 12 de desembre en diversos formatsl'edició de dos llibres i un DVD, l'exposició de les obres que ha generat el projecte i uns col·loquis amb els artistes, complementat amb tres sessions de cinema i documentals on la ciutat és la protagonista. | [ 88 ]  |
| 2004 | Julio Cortázar.Viatges, imatges i altres territoris                                  | 15 setembre 2004 - 16 gener 2005  | Juan Insua, Rocío Santa Cruz | La mostra s'ha concebut com una exploració de l'arxiu Cortázar i, alhora, com un giny o dispositiu que permeti actualitzar la vocació transgressora de l'obra cortazariana, el seu gust per la irrupció de la fantasia en el món quotidià i el seu joc amb els diferents gèneres. L'objectiu d'aquesta exposició és endinsar-se en l'univers personal i literari de Julio Cortázar a través dels seus viatges, les seves cartes i les seves incursions en la fotografia, disciplina a la qual l'autor de Rayuela donava una importància especial, per tal com la comparava amb el conte i la novel·la. L'exposició incloula sèrie de fotografies de Prosa del Observatorio ; fotos i documents d'altres viatgesCuba, Ceilan, Nicaragua, nord de l'Argentina, Estats Units, Polònia, Barcelona, etc.; la sèrie de Muñeca Rota i Los autonautas de la cosmopista, i una selecció dels millors retrats, realitzats per Antonio Gálvez, així com cartes a escriptors, amics i editors. | [ 89 ]  |
| 2004 | Hiperiment L'hipertext en joc                                                        | 15 setembre 2004 - 16 gener 2005  | David Casacuberta, Juan Insua | Hiperiment no és una exposició, és un espai experimental que posa en joc les diferents concepcions, genealogies, dilemes, tractaments i promeses de l'Hipertext com a instrument cognitiu i creatiu. Es pot visitar com un ambient híbrid inspirat en els canvis que pateixen aules, laboratoris i biblioteques (com a espais d'aprenentatge i coneixement) i en les mutacions dels llocs públics dedicats a l'oci intel·ligent. | [ 90 ]  |
| 2004 | El món de Gao                                                                        | 15 setembre 2004 - 23 gener 2005  | Cristina Carrillo, Juan Insua | Una exposició de petit format dedicada al món creatiu de Gao Xingjian, premi Nobel de Literatura (2000). La mostra pretén reflectir els diferents registres de Gao Xingjian, novel·lista, pintor, dramaturg i assagista resistent a modes i classificacions. Un artista plural que ha explorat els grans temes de la vida i de l'ànima humanes tot situant-se en un encreuament de camins que concilia (i erosiona) la dicotomia Orient-Occident. L'exposició reuneix una selecció de quaranta obres pictòriques considerades "la col·lecció més íntima" de l'artista. A més es presenta un muntatge audiovisual sobre l'òpera La neige en Août, inspirada en el fundador del budisme zen, així com una entrevista exclusiva a Gao, produïda especialment per a l'exposició. Tria de textos, fotografies inèdites i un fragment del manuscrit original de la novel·la La Muntanya de l'Ànima, completen el material exposat. El món de Gao es presenta dins el marc de la segona edició de Kosmopolis. Festa Internacional de la Literatura | [ 91 ]  |
| 2004 | En Guerra                                                                            | 17 maig - 26 setembre 2004        | Antonio Monegal, Francesc Torres, José Maria Ridao                                                                                             | L'exposició En guerra és un recorregut per l'experiència de la guerra, recorregut que no segueix una seqüència cronològica, sinó temàtica, i s'atura a analitzar els diferents estadis d'un conflicte. «Si descrivim una guerra, en primer lloc hem de parlar dels preliminars, com ara els discursos dels generals, els diners invertits per ambdós bàndols i les seves pors; en segon lloc, dels atacs, de les matances i dels morts, i finalment, del trofeu de la victòria, dels cants triomfals dels vencedors i de les llàgrimes i l'esclavatge de les víctimes». Hermògenes En la fase de preparació de la guerra, es tracta la socialització de la violència, la construcció de l'enemic i les causes del conflicte. En el transcurs de les hostilitats, la mostra s'endinsa en l'experiència de soldats i de civils i en l'acció del combat. Un cop la guerra acabada, en el moment de la victòria o la desfeta, s'aborden els tractats de capitulació, els judicis per crims de guerra i, finalment, la memòria dels fets, reflectida en monuments i testimonis. Amb aquest propòsit, combina pintura, fotografia, cinema, art conceptual i instal·lacions, documents i objectes, tots procedents de fons molt diversos. Els artistes que firmen les nombroses obres exposades són, entre d'altres, Otto Dix, Leon Golub, George Grosz, Philip Guston, Alfredo Jaar, Oskar Kokoschka, Barbara Kruger, Mihail Laritxev, Mihail Lariònov, Fernand Léger, Kàsimir Malevitx, Antoni Miralda, Henry Moore, Robert Morris, Paul Nash, Adi Ness, Christopher Nevinson, Robert Capa, Larry Burrows, John Hoagland, James Nachtwey, Peter Turnley, Gilles Caron, Simon Norfolk, Gilles Peress, Martha Rosler, Gino Severini, Félix Vallotton, Gervasio Sánchez i Jake and Dinos Chapman. La mostra, comissariada per Antonio Monegal, Francesc Torres i José Mª Ridao, s'adapta als principis i objectius del Fòrum i forma part de la seva programació dins l'eix temàtic Les condicions de la pau. | [ 92 ]  |
| 2004 | Iran sota la pell Un encontre amb les cultures iranianes                             | 20 abril - 30 maig 2004           | | El Pati de les Dones és l'escenari de la instal·lació VasileHansel i Gretel de l'artista Malekeh Nayiny, una reflexió sobre la problemàtica dels nens sense sostre i dels refugiats, un conflicte al qual s'enfronten cada dia els iranians dins i fora de les seves fronteres. En el marc del projecte de col·laboració entre el CCCB i Casa Asia es presenta a la seu de totes dues institucions la instal·lació Census dels artistes Neda Razavipour i Shahab Fotouhi. A través de fotografies il·luminades de gran format, els rostres anònims dels homes i les dones de l'Iran també estaran presents a la nostra ciutat. Aquest projecte ens acostarà als individus particulars, a la seva mirada. | [ 93 ]  |
| 2004 | El salvatge europeu                                                                  | 17 febrer - 23 maig 2004          | Roger Bartra, Pilar Pedraza | Tot i que des de fa un quant temps associem el terme salvatge als pobladors primitius no occidentals, el concepte de salvatge és una creació europea d'origen grec que caracteritzava com a tals els qui estaven fora de la civilitatéssers bestials, primitius, amenaçadors i perillosos que vivien molt a prop, però més enllà de la polis i de les seves normes. La mostra sorgeix de les tesis dutes a terme per l'antropòleg Roger Bartra en els seus llibres El salvaje en el espejo (1992. 2a ed. a Ediciones Destino, 1996) i El salvaje artificial (Era/UNAM, Mèxic, 1997), i per l'escriptora Pilar Pedraza a La bella, enigma y pesadilla (Tusquets) i Máquinas de amar(Valdemar). El CCCB va proposar a tots dos intel·lectuals que comissariessin l'exposició que presentem. El concepte de salvatge europeu s'ha transformat amb el pas del temps. El salvatge grec és una criatura ambigua, mig humana mig animal i emparentada amb els déus (centaure, sàtir, ciclop) que viu a la naturalesa i no té pretensions de conquesta, a diferència dels bàrbars. A l'edat mitjana, els salvatges es converteixen en homes silvestres i ermitans coberts de pèl. A partir de la conquesta d'Amèrica, pobles sencers van caure sota aquest tòpic, que en va dificultar el coneixement i en va esborrar els contorns humans. Durant els segles xviii i xix, amb els avenços de la ciència i el major coneixement del cos i la ment, el salvatge es cola per les esquerdes interiors de la consciència occidental. Es parla, llavors, del "salvatge interior"aquella part de nosaltres mateixos que no ens reconeixem, el monstre desconegut que ens habita. Avui, el salvatge encarna el qui viu entre nosaltres, però respon a una alteritat que no acabem d'assimilar. L'Altre que resulta amenaçador per al nostre mode de vida (marginats, lumpen, emigrants, tribus urbanes...). La mostra que presenta el CCCB recorre la representació iconogràfica de la figura del salvatge europeu a través de l'artRibera, Goya i Buñuel; Dürer, Mantegna i Bocklin; Salvatore Rosa, Gustave Moreau i Cindy Sherman; Swift, la "fàbrica" Marvel i George F. Watts... Com també en totes les seves accepcionssàtirs i centaures, ermitans i silvestres, bruixes i yahoos, homes elefant i dones barbudes o herois populars com Tarzan i la Dona Pantera. | [ 94 ]  |
| 2004 | Bamako '03. Fotografia africana contemporània                                        | 30 gener - 28 març 2004           | Josep Subirós, Simon Njami | Després de l'exposició Àfriquesl'artista i la ciutat (2001), on es feia un ampli recorregut per la creació contemporània de l'Àfrica en els seus múltiples registres expressius, el Centre de Cultura Contemporània de Barcelona proposa Bamako 03. Fotografia africana contemporània una nova aproximació a la vitalitat creativa del continent africà que, malgrat la seva proximitat geogràfica, continua sent entre nosaltres una gran desconeguda. En aquest cas, el projecte se centra en el món de la fotografia. Presentem unes 200 fotografies de les 2.000 que ha reunit la darrera edició de la biennal Rencontres de la Photographie Africaine de Bamako, un esdeveniment de periodicitat biennal que, al cap de cinc edicions, s'ha consolidat com una de les grans cites de la creació artística africana. L'edició d'enguany ha tingut lloc a la capital del Mali del 20 d'octubre al 20 de novembre de 2003, sota la direcció de Simon Njami. De les obres seleccionades de les Rencontres de la Photographie Africaine de Bamako que presenta el CCCB, podeu veure el treball de nou dels fotògrafs participants en l'exposició internacional el lema de la qual ha estat, en aquesta edició, "Rituals sagrats, rituals profans. Així mateix presentem una mostra de fotografíes egípcies, i les monogràfiques dedicades als fotògrafsSantu Mofokeng (Sud Africa), Youssef Safieddine (Líban/Senegal) i Van Leo (Egipte). Gràcies a l'acord establert amb les entitats organitzadores de les Rencontres de Bamako -l'Association Françaises d'Action Artistique (AFAA) i el Ministeri de Cultura de Mali-, el CCCB presenta una àmplia selecció de les propostes més interessants de la darrera edició. La selecció que arriba a Barcelona ha estat realitzada per Pep Subirós. | [ 95 ]  |
| 2003 | La ciutat que mai no existí Arquitectures fantàstiques en l'art occidental           | 23 octubre 2003 - 1 febrer 2004   | Pedro Azara | Aquesta exposició presenta una selecció de representacions artístiques d'arquitectures imaginàries d'autors de totes les èpoques, des de l'antiga Roma fins als nostres dies. L'exposició reuneix unes vuitanta obres d'art en diferents suports, que inclouen frescos, pintura, dibuix, fotografia o instal·lacions. El nucli central de la mostra gira al voltant del gènere del capritx arquitectònic, entre els segles xvi i xviii, amb una representació dels millors pintors de les principals escoles europeesMonsu Desiderio, Vredeman de Vries, Van Delen, Codazzi, Francisco Gutiérrez, Marieschi, Bellotto, Hubert Robert. Aquest conjunt es complementa amb una selecció de frescos pompeians procedents del Museu Arqueològic de Nàpols i una mostra d'artistes de les avantguardes històriques que han estat influïts per aquesta tradició pictòricaDe Chirico, Mario Sironi, Paul Klee, Paul Delvaux, Leon Spilliaert, Fernand Léger. L'exposició també presenta el ressò d'aquests temes en alguns creadors plàstics actuals com ara José Manuel Ballester, Ann Veronica Janssens, Catherine Yass, Miquel Navarro, Olivo Barbieri, Cristina Iglesias o Perejaume, entre d'altres. Les obres s'agrupen en set apartats temàtics on conviuen obres de diferents èpoques que permeten una lectura transversal de les arquitectures fantàstiques. Cadascun dels àmbits destaquen diferents trets que caracteritzen les arquitectures imaginàries, o les arquitectures reals retratades de tal manera que adquireixen un aspecte fantàstic. | [ 96 ]  |
| 2003 | Creuats/Cruzados/Crossed Nous territoris del disseny d'avantguarda                   | 8 octubre - 14 desembre 2003      | Oscar Guayabero, David Lorente, Amadeu Santacana i Juncosa                                                                                     | Les fronteres entre les disciplines clàssiques del disseny es difuminen. Aquest espai interdisciplinar, a vegades confús, a vegades inclassificable, on sorgeixen tot tipus d'intercanvis, dissolucions, transaccions, friccions, superposicions, dibuixa un mapa del territori amb nous punts de trobada, nous encreuaments d'informació i acció, i suggereix camins insospitats on investigar. L'exposició CreuatsCruzadosCrossed. Nous territoris del disseny d'avantguarda, vol identificar aquesta nova cartografia del disseny, i, per això, fixa la seva mirada tan sobre el 'camp de joc' (processos, moviments, estratègies, dispositius...) i els resultats (objectes) com sobre els seus protagonistes (autors). La mostra selecciona 38 peces de concepcions, disposicions i formats diversos. Totes elles representen, en aquest context, els punts de encontre, però també els punts de partida d'aquest territori que es vol acotar. Les peces fugen de qualsevol tipus d'etiqueta, catalogació o classificació disciplinar, i els seus autors no comparteixen cap mena de consciència de moviment o de col·lectiu, ni per generació, ni per ideologia, a pesar de què hi han línies de treball investigant en terrenys comuns i amb estratègies similars. En molts casos, les peces tenen la capacitat de generar universos propis més enllà del simple creuament de disciplines. Aquesta exposició pretén ser una introducció a aquest nou territori, no parcelat, mestís, fronterer i mutant que no només ens presenta noves formes de treballar híbrides, sinó que replanteja la pròpia ortodòxia disciplinar a l'incorporar nous paràmetres en la creació, noves disposicions en la investigació, i que, com a resultat, genera nous objectes, nous espais, noves imatges, en definitiva, nous estímuls pel nostre imaginari col·lectiu. | [ 97 ]  |
| 2003 | Després de la notícia. Documentals postmèdia                                         | 23 juliol - 2 novembre 2003       | Carles Guerra | Aquesta exposició aplega el treball de divuit autors internacionals, que, mitjançant pràctiques documentals molt diverses, aborden la notícia periodística des d'unes perspectives temporals, espacials i causals molt diferents de les dels mitjans de comunicació. En aquest projecte, esdeveniments que havien estat notícia (el cas Prestige, l'enfonsament del submarí Kursk, el conflicte entre Israel i Palestina, la violència a les zones frontereres, per exemple) s'allunyen del dramatisme imprès pels mass media. La mostra reuneix des de coneguts realitzadors de documentals, com ara Peter Forgács i The Labyrinth Project, Chantal Akerman, Alan Berliner, Johan van der Keuken i Joaquim Jordà, fins a joves artistes que han adoptat el registre documental com una extensió de les seves pràctiques estètiques, com ara Asier Mendizábal i Iñaki Garmendía, Ursula Biemann i Angela Sanders, Vahida Ramujkic i Laia Sadurní. La fotografia hi està representada per Hannah Collins, Allan Sekula i Bruno Serralongue, com també el treball d'origen més periodístic, amb Stanley Greene i Patrice Barrat. Atès que DESPRÉS DE LA NOTÍCIA examina la definició de la pràctica documental, s'hi inclouen també testimonis de l'escriptor G. W. Sebald, les novel·les del qual destaquen per una productiva ambigüitat entre ficció i documental. | [ 98 ]  |
| 2003 | Vida d'una Barcelona en guerra                                                       | 29 maig - 9 juny 2003             | Pedro Madueño | Sobre la capital de Catalunya van caure milers de bombes durant la guerra civil espanyola. "La Vanguardia" publicava el 27 de novembre de 1938"Per espai de 24 hores Barcelona ha estat novament sota les bombes. Deu vegades consecutives els avions dels invasors feixistes han massacrat la població civil i han fet centenars de víctimes en barris cèntrics de la ciutat, allí on cap objectiu militar, ni una fàbrica, ni una caserna poden servir-los de pretext. Centenars de víctimes, la majoria de les quals són dones i nens!" Però malgrat la crueltat d'una guerra fratricida on, per primera vegada, es bombardejaven ciutats per part de l'aviació italiana, a fi de veure els efectes del terror sobre la població, els barcelonins intentaven sobreposar-se a tant horror intentant donar una sensació de normalitat, que era més una pública manifestació d'aferrar-se a la vida que no pas una íntima voluntat d'allunyar-se de la mort. Aquestes fotografies no havien estat mai exposades i formen part de l'Arxiu del diari "La Vanguardia", que les va reproduir en les seves pàgines entre 1936 i 1939. Pertanyen a un temps de guerra en què el diari va ser confiscat primer per la Generalitat i després pel Govern de la República, així que cal entendre que es tracta d'un material sotmès a la censura de les autoritats. Mirant-les, però, hom no pot menys que recordar les imatges recents dels mercats de Bagdad o dels carrers de Basora, on la gent intentava recuperar el pausat pols de l'esdevenir dels dies, abans que el cor s'accelerés per la taquicàrdia produïda per l'esclat de les bombes. | [ 99 ]  |
| 2003 | Cultura porqueria. Una espeleologia del gust                                         | 20 maig - 31 agost 2003           | Jordi Costa | Pintura, música, televisió... Els productes de la cultura porqueria són aquells que la cultura oficial titlla d'aberrants, però que el consumidor, a partir de la ironia, és capaç d'elevar a la categoria de fascinants. S'acostuma a parlar de Cultura Porqueria amb intencions sovint pejorativesés l'expressió discriminatòria que fa servir el qui vol delimitar el terreny de la seva concepció del bon gust -habitualment avalada pel consens de l'elit cultural- davant els suburbis, caòtics i desordenats, del plaer estètic encara no acceptat i codificat. Això no obstant, la Cultura Porqueria forneix una resposta en clau pop a les preguntes insidioses que, sobre el lloc de l'art, recorren la història de la modernitat. L'exposició ens proposa un recorregut per aquesta estètica -els seus orígens, les seves icones, els seus llenguatges i el seu funcionament- i convida el visitant a convertir-se en un espectador porqueria conscient i actiu. CULTURA PORQUERIA és un viatge a l'excés, la distorsió, la intensitat, l'heterodòxia, la ironia i la crítica i és, també, una exposició per descobrir un procés de plaer estètic que és cada dia més quotidià. | [ 100 ] |
| 2003 | 1899 - 1988. Tarradellas o la reivindicació de la memòria                            | 10 abril - 25 maig 2003           | Jordi Casassas | Exposició sobre la figura del qui fou President de la Generalitat provisional i de la Diputació de Barcelona, aprofitant el 25è. aniversari del seu retorn a Catalunya i del restabliment de la Generalitat, i coincidint també amb l'obertura del seu arxiu personal, que té la seu al monestir de Poblet. Aquesta exposició vol no solament destacar la vessant política, personal i familiar de Josep Tarradellas, sinó també les grans transformacions catalanes del segle xx, amb especial incidència en el paper que va jugar el catalanisme d'esquerres en aquest període. "1899-1988 Tarradellas o la reivindicació de la memòria", inclou en set espais diferenciats material inèdit relatiu a aquella època, procedent bàsicament de l'Arxiu Montserrat Tarradellas i Macià, que va crear ell personalment i que va donar al Monestir de Poblet el 31 de desembre de 1981. Aquest arxiu ja és consultable en l'actualitat per historiadors i professionals, i restarà obert al públic en general l'any 2.016, ja que Tarradellas així ho disposà per quan morís la seva esposa, Antònia Macià. Conté més de 2 milions de pàgines de documents, 33.000 fotografies i documents audiovisuals (38 pel·lícules), en bona part inèdits, i la biblioteca particular de Tarradellas. El comissari de la mostra, que es nodreix bàsicament d'aquest Arxiu, és el catedràtic d'Història Contemporània de la Universitat de Barcelona, Jordi Casassas. | [ 101 ] |
| 2003 | Fantasies de l'harem i noves xahrazads                                               | 18 febrer - 18 maig 2003          | Fatema Mernissi | Un fet sorprenentla majoria d'homes occidentals somriuen en sentir anomenar l'harem. Aquest somriure només s'entén per la fascinació que ha exercit l'harem en l'imaginari occidental a partir del segle xviii. L'orientalisme ha estat una temàtica suggestiva per a molts artistes occidentals, que han pintat una visió idíl·lica de l'harem i les seves dones. De fet, la paraula "harem" (que designa la institució familiar en la societat islàmica) s'aplica a un espai privat, on les dones viuen enclaustrades i allunyades de la vida pública. Les fantasies dels homes de l'Orient se centraven en dones amb nom, com Xahrazad, que lluitava per la seva llibertat amb els contes com a arma; o Xirín, l'heroïna persa que travessava continents a cavall. Tota una alternativa a l'odalisca dels occidentals, passiva i anònima. Aquesta contraposició de visions és el tema central de l'exposició, concebuda i dirigida per Fatema Mernissi, autora del llibre L'harem occidental. Com a contrapunt, les noves Xahrazads, artistes contemporànies de l'entorn islàmic, dones que lluiten per la llibertat, en tots els sentits, que s'arrisquen i exposen els seus pensaments íntims i rebels, els quals reivindiquen a través de les seves obres, en les quals recorren a un llenguatge visual personal. | [ 102 ] |
| 2002 | Cosmòpolis. Borges i Buenos Aires                                                    | 29 octubre 2002 - 16 febrer 2003  | Juan Insua | Pocs escriptors han intimat tant amb la seva ciutat com ho feu Borges. Buenos Aires va ser per a ell bressol, musa inspiradora i obsessió còsmica. D'infant va encisar-se del laberint de contrasts i personatges que intuïa observant de darrere la tanca metàl·lica del seu jardí. En aquella època, motivat per la inquietud intel·lectual de la seva família, beu de la inesgotable font de la biblioteca paterna, en anglès i en castellà. Amb només sis anys, l'absorció d'aquella infinitud de llibres li revelen el seu destí com a escriptor. Més tard, quan els Borges tornen d'Europa al cap d'uns anys, Jorge Luis tracta d'identificar els records de la seva estimada ciutat i en aquest intent de reconèixer-la, la descobreix de nou en barris suburbials i la reinventa en el seu imaginari. Les seves lectures, les noves coneixences es reflecteixen en una evolució estilística i alhora estètica del seu discurs i també de la seva Buenos Aires, que va perdent la descripció costumista dels primers texts per anar adquirint un to universalista i fantàstic. Aquesta evolució és la que ens condueix tot al llarg de l'exposició Cosmòpolis. Borges i Buenos Aires. A través de les seves lectures, dels seus propis llibres, manuscrits, fotografies i de diverses entrevistes coneixerem la figura de Borges i el seu fervor pel minotaure, Buenos Aires. | [ 103 ] |
| 2002 | Cròniques palestines                                                                 | 17 octubre - 3 novembre 2002      | | Des de l'inici de la segona Intifada, al setembre de 2000, equips de Metges Sense Fronteres formats per metges i psicòlegs donen assistència a la població civil palestina d'Hebron i de la franja de Gaza. Aquesta exposició és el resultat de la col·laboració del fotògraf Philippe Conti amb els nostres equips mèdics desplegats a la zona. Aquesta exposició constitueix el testimoni de la realitat quotidiana d'una població embolicada en la guerra i sotmesa a patiments amb freqüència ignorats. "En un primer moment, em vaig dedicar a l'observació de les conseqüències de l'ocupació israeliana sobre la salut mental de les persones que viuen a territori palestí (...) Després vaig voler destacar les conseqüències econòmiques i socials dels bloqueigs imposats per l'exèrcit israelià sobre la vida quotidiana dels seus habitants". Philippe Conti va néixer a Gardane el 1972. | [ 104 ] |
| 2002 | 1000 imatges 50 anys del Festival de Cinema de Sant Sebastià (1953-2002)             | 31 juliol - 28 agost 2002         | Diego Galán | El Festival Internacional de Cinema de San Sebastià presenta en el CCCB, amb motiu de la commemoració del seu 50è aniversari, l'exposició 1000 Imatges, un recorregut cinematogràfic, polític i sentimental de la trajectòria del Festival. L'exposició 1000 Imatges no només documenta la trajectòria del Festival, sinó que també ens aproxima a la història del cinema de la segona meitat del segle xx, configurant, al mateix temps, una curiosa crònica social i cultural del nostre país. El visitant pot descobrir fotografies d'una època en què les estrelles del cel·luloide encara podien gaudir de cert anonimat. Així, la mostra recull imatges d'Alfred Hitchcock, Orson Welles, Bette Davis, Liz Taylor, Luis Buñuel, Peter Sellers, Imanol Uribe, entre d'altres. L'exposició, comissariada per Diego Galán, exdirector del Festival, proposa un muntatge amb calaixos, portes, escletxes i orificis que permeten als visitants -cinèfils o no- descobrir, entre la curiositat i el fetitxisme, aquests records cinematogràfics. 1000 imatges, presentada anteriorment a San Sebastià, Madrid i Sevilla, compta amb el patrocini de la Fundación Altadis, Kutxa, Egeda y Canal + | [ 105 ] |
| 2002 | Gisèle Freund. El món i la meva càmera                                               | 24 juliol - 3 novembre 2002       | Lydia Oliva | Un viatge fotogràfic a través del retrat. Un viatge conduït per Gisèle Freund, que ens permet recórrer les ciutats del segle xx, amb els esdeveniments que hi tingueren lloc i alguns dels personatges més decisius que hi van deixar la seva empremta. Un conjunt de retrats que suposen una invencióla de la potència, llavors només intuïda, de la societat civil, i la del paper activador dels intel·lectuals que en aquell moment, encara precàriament, tot just despuntaven. L'exposició fa un recorregut per mig segle de vida professional de Gisèle Freund a través d'unes cent cinquanta fotografies i ens revela l'evolució de la seva percepció visual, influïda pels nous amics, els diferents ambients i cultures, la llum i els colors, i la precisió i la sensibilitat de la seva càmera a l'hora de captar l'atmosfera dels llocs, els esdeveniments més rellevants i els protagonistes del moment en tots els àmbits. Però darrere d'aquestes imatges que el temps convertiria en icones s'amaga una història, una relació humana i un procediment per capturar el rostre. Gisèle Freund en va ser mestra i teòrica"habitem un rostre que no veiem". Aquesta exposició ens els retorna. | [ 106 ] |
| 2002 | Univers Gaudí                                                                        | 30 maig - 8 setembre 2002         | Juan José Lahuerta | Quatre-centes obres originals que ens han d'acostar a l'enigma de Gaudí, a entendre que en aquest univers és on hi ha la clau de la comprensió de la seva singularitat, la seva manera de treballar, de crear, de concebre el món i d'esdevenir un referent ineludible. Es tracta, sens dubte, d'una de les exposicions centrals de l'Any Internacional Gaudí. L'univers de Gaudí, el seu món mental i estètic, el conformen els artistes que el van influir (com Ruskin, els prerrafaelites, Morris, els simbolistes...), els que compartien amb ell un mateix sistema de treball (com Rodin, Falguière o Camille Claudel) i els que van recollir, posteriorment, la seva llavor (de Dalí i Breton a Le Corbusier i Schwitters). Tots ells són presents a l'exposició que, com si es tractés d'una exultant "maison d'artiste", ens descobreix una visió inèdita i exhaustiva de l'obra del genial arquitecte. | [ 107 ] |
| 2002 | No oblidaràs. Sarajevo. 10 anys després del setge                                    | 6 abril - 9 juny 2002             | Bashkim Shehu, Suada Kapic | | [ 108 ] |
| 2002 | Fes. Ciutat interior                                                                 | 26 març - 30 maig 2002            | Albert Garcia Espuche, Toni Serra (Abu Ali) | Fes és una ciutat complexa, mixta i conflictiva, ben allunyada dels tòpics turístics. Una ciutat que requereix una mirada profunda, perquè està estructurada a partir de diverses capes, cada una d'elles més difícil de penetrar que l'anterior. L'arquitecte i historiador Albert Garcia Espuche i el videoartisa Toni Serra ens proposen un viatge iniciàtic a l'interior d'aquesta ciutat, concretament a Fes el Bali -la ciutat antiga-. A través d'uns enregistraments en vídeo i àudio, la mostra fa transitar el visitant de l'espai públic al privat i li permet copsar les riques relacions que es produeixen en les formes d'entendre l'espai i el temps a dins i a fora de la medina. D'aquesta manera, l'exposició, ens desvela el contrast que hi ha entre la ciutat de Fes i qualsevol ciutat d'Occident, i ens convida a qüestionar la nostra manera de fer, de produir, de consumir...de viure. | [ 109 ] |
| 2002 | Tiran(i)a                                                                            | 23 gener - 28 abril 2002          | Bashkim Shehu | Des de l'any 1945, el dictador estalinista Enver Hoxha, va dominar Albània tot exercint-hi un poder sagnant i paranoic, que portà el país a l'aïllament total de la resta del món. Una equació de paraules entre Tirana -capital d'Albània- i Tirania -el poder que exerceix una sola persona de manera opressiva- és l'origen del títol d'aquesta exposició, Tiran(i)a, una mostra que parteix de la mirada de l'escriptor albanès Bashkim Shehu, exiliat a Barcelona l'any 1997. A través de referents arquitectònics -construccions simbòliques de l'arquitectura del poder-, muntatges audiovisuals, pintures i escultures del realisme socialista, estàtues dels líders comunistes retirades de les places públiques, llibres i fotografies, Shehu dissecciona la tirania exercida per Hoxha i la converteix en una metàfora. D'aquesta manera, l'exposició pren el cas albanès (1944-1990) com a punt de partida i el fa extrapolable a molts altres casos donats al llarg de la història contemporània. | [ 110 ] |
| 2001 | Rèquiem per l'escala                                                                 | 24 octubre 2001 - 27 gener 2002   | Oscar Tusquets | Tretze models essencials d'escales ens mostren com, resseguint la història d'un element arquitectònic, es pot fer un repàs suggeridor, i no exempt de sentit de l'humor, per algunes de les fites fonamentals de la història de l'art. L'escala de tram recte, l'escala de dos trams en angle, la de trams paral·lels, la imperial, l'escala samba, la de traça corba, l'escala en l'aire, la impossible... Tretze models essencials d'escales ens mostren com, resseguint la història d'un element arquitectònic, es pot fer un repàs suggeridor, i no exempt de sentit de l'humor, per algunes de les fites fonamentals de la història de l'art. Escales presentades a través de maquetes, de plànols, de fotografies, de pintures, de projeccions i de reproduccions a mida naturalescales que el visitant haurà de pujar i baixar per comprendre d'una manera física les seves curiosíssimes diferències formals, que tan sovint ens passen desapercebudes. Escales, però, en perill d'extinció ja que no responen als paràmetres de funcionalitat que ens imposa la modernitat arquitectònica. La mostra és, doncs, un rèquiem i un sentit homenatge a aquest espai multiforme, no només des de l'arquitectura sinó també des de totes les altres arts. | [ 111 ] |
| 2001 | La ciutat dels cineastes                                                             | 24 juliol - 25 novembre 2001      | Andrés Hispano, Jordi Balló | L'exposició La ciutat dels cineastes revela, a través de quinze apartats temàtics, les visions dels cineastes i les metamorfosis que ha sofert la ciutat en ésser interpretada per l'art cinematogràfic. Són els paisatges particulars, les geografies urbanes creades per la visió d'alguns dels més notables directors cinematogràfics. Les seves obres dramatitzen la ciutat i la converteixen en espais artificials, espais interiors, espais infernals i ciutats inhabitables; o en espais emocionals, de memòria, de reconciliació, i en formes contemporànies del no lloc. Sota la seva mirada apareixen el gueto, la violència, les vides privades transcorregudes en llocs públics... | [ 112 ] |
| 2001 | Far Marcel Duchamp Vist per Adrián Alemán i José Jiménez                             | 17 juliol - 11 setembre 2001      | Adrián Alemán, José Jiménez | La importància de Marcel Duchamp i del seu alter egofemení, Rose Sélavy, brota de posar entre parèntesis l'art de la destresa manual, en una època dominada per la configuració tècnica del món. Duchamp va ser l'artista que comprengué i assumí d'una manera més plena la gran transformació que hauria d'experimentar l'art davant l'indefugible i accelerat procés d'expansió de la tecnologia. És morta la pintura? L'interrogant, la radicalitat del qual marca el 1912 com a primer any de l'era de l'artista Duchamp, en què encara vivim avui, suposava obrir l'horitzó de l'artista plàstic vers un univers no limitat per la representació sensible, cap a una consideració dels materials de l'art a la llum del concepte i el signe. Duchamp va ser-ne el pioner. El primer a endinsar-se amb la intensitat requerida en aquell, llavors, territori verge, inexplorat. | [ 113 ] |
| 2001 | Àfriquesl'artista i la ciutat                                                        | 29 maig - 11 setembre 2001        | Josep Subirós | L'exposició Àfriques. L'artista i la ciutat proposa una aproximació a les noves realitats urbanes a través de la mirada dels seus artistes, mitjançant una selecció de 200 obres provinents dels diferents gèners plàstics i visualspintura, escultura, fotografia, cinema, vídeo, instal·lacions, etc. | [ 114 ] |
| 2001 | Memòria d'un miratge Els Pegasos d'esport i de competició dels anys cinquanta        | 20 març - 4 juny 2001             | Francesc Torres | En aquesta mostra es podran veure onze dels cotxes esportius i de competició Pegaso, realitzats per l'enginyer barceloní Wifredo Ricart, durant els anys cinquanta. Anys de postguerra quan Espanya oferia al món la imatge d'un país rural, endarrerit tant a escala econòmica com industrial i cultural. En aquest context tan poc afavoridor, sorgiren, malgrat tot, els Pegasos esportius Z-102 i Z-103 uns automòbils magnífics, amb un disseny, una tecnologia i una qualitat industrial impensables per aquesta època. L'exposició emfasitzarà el vessant inaudit d'aquesta història i el confrontarà amb la conjuntura social, econòmica i política de l'Espanya de la postguerra. Mentre l'endarreriment social, econòmic i polític d'aquella Espanya de postguerra es materialitzava en la figura sense rostre de Polil, la firma automobilística Pegaso produïa el contrapunt d'aquesta realitat gris i migrada dels anys 50uns automòbils d'esport i de competició, dissenyats per Wifredo Ricart, que destacaven pel seu altíssim nivell de disseny i tecnologia enmig de l'erm franquista. Els Pegaso Z-102 van representar un laboratori tecnològic de qualitat en un intent de dinamitzar una producció automobilística incipient. Una utopia que va fer-se realitat en poc menys de 100 exemplars, abans que el govern decidís aturar-ne la producció i concentrar els seus esforços en la promoció del Congrés Eucarístic. | [ 115 ] |
| 2001 | Far Orson Welles Vist per Frederic Amat i Jordi Balló                                | 5 març - 22 abril 2001            | Frederic Amat, Jordi Balló | Orson Wellesés un inventor de formes, probablement un dels més grans del segle xx. Com el Quixot de Cervantes, l'obra de Welles és inimitable, indeclinable; a hores d'ara allò que ens importa és Welles i no el wellesianisme, una paraula justament inexistent. Ell és el principi i la fi de la majoria de reptes que va afrontar. Amb la versió radiofònica de La guerra dels mons va revelar l'opacitat del sistema de la informació fins i tot abans que la paraula manipulació existís en la ment dels estrategs de la comunicació. De Ciutadà Kane a Una història immortal va construir una narració persistent sobre la pèrdua de la innocència, l'ambició desmesurada de poder, la fragilitat d'aquest i la impossibilitat del somni de l'absolut. Un itinerari argumental que culmina amb un tour de force sobre l'ambigüitat del real, la prominència de la falsedat i els límits irònics de tota representació. Teatre, ràdio, cinema, televisió, obres rotundes, obres inacabadesl'obra de Welles està en continua ebullició, encara que sembli estar en repòs. El caràcter incomplet la fa més inquietant, més present. La pregunta imaginària que li fa Ed Wood continua ressonant"Sr. Welles... Val la pena?" La resposta és el cinema mateix, l'espai nuclear des d'on se centra en aquest moment la confrontació de la creació | [ 116 ] |
| 2001 | Canalettouna Venècia imaginària                                                      | 20 febrer - 13 maig 2001          | Annalia Delneri, Dario Succi | La mostra comptarà amb una selecció d'obres originals d'aquest pintor que inclou "vedutes", "capricis" i gravats. I també es mostraran obres d'altres vedutistes coetanis, entre els quals destaca Bernardo Bellotto, "l'altre Canaletto", que va contribuir decisivament a fundar "la imatge de marca de Canaletto" arreu d'Europa, i que fins fa molt poc no ha estat reconegut en tota la seva vàlua autònoma. Canaletto no va pintar Venècia sinó que la va inventar. I és potser aquesta Venècia imaginària la que va quallar en l'emoció somniada dels seus futurs visitants. Perquè les imatges de Venècia que Canaletto va crear mostren una ciutat estàtica, immune a la decadència o al deteriorament. Sovint sublima la ciutat dilatant-la en dimensions fantàstiques i tot i així, no irreals, perquè les seves vistes van més enllà del naturalisme i del virtuosisme de la reproducció de la realitat. Malgrat tot, fins fa poc temps, la figura de Canaletto ha estat lligada al prejudici molt limitatiu i històricament fals del "pintor-fotògraf", del reproductor mecànic de la realitat circumdant. En realitat les seves vistes tenen un origen bastant més mental i bastant menys fenomènic del que habitualment s'afirma. | [ 117 ] |
| 2000 | Art i temps                                                                          | 28 novembre 2000 - 25 febrer 2001 | Daniel Soutif | L'exposició Art i temps dona compte dels canvis que han experimentat tant la percepció com les concepcions sobre el temps sota els efectes d'una progressiva i irreversible acceleració de les diverses classes de velocitat. El temps passa, irreversiblement. L'home no pot fer-hi res; com a màxim sentir-ho i, per desgràcia seva, prendre'n consciència. Ha après a interpretar-ne els signes naturals; n'ha creat d'altres que li permeten mesurar-lo, concebre'l, capir-lo en imatges concretes. Són els símbols, els artefactes tècnics, les recerques científiques o les creacions artístiques pels quals mira de representar-lo, de donar-li forma. L'exposició Art i temps dona compte dels canvis que han experimentat tant la percepció com les concepcions sobre el temps sota els efectes d'una progressiva i irreversible acceleració de les diverses classes de velocitat; una exposició que rescata, d'altra banda, els aspectes fonamentals de tota reflexió sobre la temporalitat --el cel i la subjectivitat, el caràcter irreversible-- i aborda també certs temes antropològics als quals es troba vinculada, com ara els cicles del calendari, el treball o l'oci. | [ 118 ] |
| 2000 | Calders. Els miralls de la ficció                                                    | 27 octubre 2000 - 28 gener 2001   | Joan Melcion, Jordi Castellanos | L'exposició «Calders. Els miralls de la ficció» ofereix la figura d'un Calders més complex i incisiu del que els tòpics han divulgat, a través de dos recorreguts que es van entrellaçantd'una banda, l'explicació documentada de la seva trajectòria personal i literària en les seves diferents etapes i en els seus múltiples aspectes, i, de l'altra, la presentació del seu món literari amb la recreació de vuit espais temàtics diferents, cadascun dedicat a un element recurrent de l'univers caldersià. | [ 119 ] |
| 2000 | Arquitectura sense ombra                                                             | 19 setembre - 10 desembre 2000    | Gloria Moure | Quan l'arquitectura traspassa els límits estrictes de la construcció, es torna un catalitzador poètic; es carrega de signes i de significat. En aquest punt, a recer de l'art, l'arquitectura d'autor entra en contacte amb la fotografia, perquè la recreació fotogràfica capta l'essència dels edificis singulars entesos com a icones culturals, la subjectivitza, la deforma a través del visor, per extraure'n una creació, també singular també d'autor. LArquitectura sense ombraés una exposició col·lectiva d'artistes que utilitzen el mitjà fotogràfic per representar el tema específic de l'arquitectura d'autor. La mostra tracta de constatar la cada vegada més freqüent col·laboració entre arquitectes i artistes. Hiroshi Sugimoto i Balthasar Burckhard rescaten l'ínfim i l'inadvertit; Andreas Gursky i Jeff Wall ressalten conscientment la qualitat pictòrica de les seves composicions, a partir de les formes i de les estructures arquitectòniques; Günter Förg, Candida Höfer i Thomas Ruff prefereixen emfasitzar l'essència visual de la fotografia, però s'aproximen a l'arquitectura d'una manera emocional, vitalista i política respectivament. | [ 120 ] |
| 2000 | Far Le Corbusier Vist per Fernando Marzá i Pep Subirós                               | 19 juliol - 17 setembre 2000      | Fernando Marzá, Josep Subirós | Home de lletresaixí resumia el passaport de Le Corbusier (1887-1965) la seva complexa personalitat professional. També hauria pogut posar-hi artista, arquitecte urbanista, pintor, inventor, dissenyador, filòsof, escriptor, poeta, conferenciant, agitador, polemista, promotor, organitzador, ja que la seva activitat en tots aquests camps fou extensa i intensa. Però va triar home de lletres, és a dir, home d'idees, segurament perquè, tot i ser conegut fonamentalment per les seves creacions en el camp de l'arquitectura i l'urbanisme, ell mateix afirmava que "el món no ha estat transformat per coses noves, sinó per idees noves, ja que les coses no són més que els detectors del pensament" (En defensa de l'Arquitectura, 1929). En efecte, a més de concebre, projectar i realitzar una obra arquitectònica i urbanística d'extraordinària importància i singular qualitat, Le Corbusier fou un pensador original, un escriptor prolífic i un incansable agitador cultural que al llarg de tota la seva vida intentà il·luminar -de vegades fins a enlluernar-nos- els esculls on s'estavella l'arquitectura i la ciutat tradicional, tot proposant rutes alternatives. Per tant, si a algú li escau la metàfora de far del segle XX en el terreny de l'arquitectura i l'urbanisme, aquest és, sens dubte, Le Corbusier. La nostra pretensió, és clar, no és la de presentar el personatge en tota la seva complexitat, sinó la de destacar i il·lustrar tres aspectes de la seva obra i de la seva influènciaen primer lloc, el caràcter radicalment provocatiu de la seva obra teòrica; en segon lloc, les principals innovacions tècniques i conceptuals desenvolupades en els seus projectes, construïts o no, i, en tercer lloc, l'explotació duta a terme per planificadors, promotors i polítics sense gaires escrúpols | [ 121 ] |
| 2000 | Les cultures del treball                                                             | 23 maig - 17 setembre 2000        | Josep Ramoneda | L'exposició Les cultures del treball llança una mirada al passat, tot i que se centra bàsicament en els darrers dos-cents anys, quan el treball esdevé un veritable catalitzador de la vida de l'home, en àmbits com ara l'organització social i productiva o la generació de trets identitaris de classe. L'exposició, co-podruïda amb la Mission pour la célébration de l'an 2000, es presentarà simultàniament a Barcelona i a Forbach (França), dins el gran recinte carbonífer actualment en desús, i articularà la seva reflexió a partir de reconstruccions escenogràfiques, instal·lacions i recursos audiovisuals junt amb objectes originals del món laboral. | [ 122 ] |
| 2000 | La fundació de la ciutat. Mesopotàmia, Grècia, Roma                                  | 6 abril - 23 juliol 2000          | Pedro Azara | La Fundació de la ciutat, dins la línia encetada el 1997 amb Les cases de l'ànima, pretén ser un focus de reflexió sobre els orígens de l'espai urbà. Un espai, d'altra banda, entés com una crida a l'ordre dins el caos universal, com el gran contrapunt de l'element naturalel fràgil bressol, en fi, de la civilització. Segons les creences de l'Antiguitat, fundar una ciutat s'elevava a un acte d'influxos divins. En ell intervenien mites, llegendes i ritus que confirmaven la procedència superior de l'espai urbà. En els mites de fundació de Mesopotàmia, Grècia i Roma es donaven llavors uns elements comuns, com ara el déu del sol, la figura del fundador, el viatge erràtic, la presència d'animals-guia o la lluita contra el monstre, que la present exposició vol donar a conèixer a partir de dues-centes setanta peces originals. | [ 123 ] |
| 2000 | Far Albert Einstein Vist per Luis Navarro Veguillas i Peret                          | 6 març - 16 abril 2000            | Luis Navarro Veguillas, Peret | Einstein encunyà la terminologia religió còsmicaper referir-se als seus sentiments religiosos. Aquests no menen a una concepció antropomòrfica de Déu; es perceben com una força interior que impulsa irresistiblement a tractar de captar l'harmonia preestablerta que ens ofereix la Natura. Aquesta actitud no es deriva de la raó, ni de la voluntatprové del cor -com la del creient religiós o la de l'enamorat- i representa la motivació més forta i noble per a la investigació científica. Com pot comunicar una persona a una altra aquesta sensació? Per a Einstein, la funció més important de l'art i de la ciència és, precisament, la de despertar aquest sentiment religiós còsmic i mantenir-lo viu en aquells que són receptius. No pretenem fer aquí una divulgació més de la vida, obra i influència d'Einstein. Volem assumir un risc en una altra direcció, d'acord amb els objectius del cicle Fars del segle XX, i també amb les idees del nostre personatgeemprar la solució formal visual per tractar de despertar -pel cap baix- la curiositat per apropar-se a algun aspecte del far. La nostra visió del personatge ens porta al convenciment que Einstein hagués estat còmplice dels objectius d'aquesta exposició. No ens atrevim, però, a pronosticar el seu judici pel que fa a la realització. | [ 124 ] |
| 1999 | Equipatge per al 2000. Més de pressa, més de pressa                                  | 18 desembre 1999 - 12 març 2000   | | | [ 125 ] |
| 1999 | Cosmos. Del romanticisme a l'avantguarda, 1801 - 2001                                | 23 novembre 1999 - 20 febrer 2000 | Jean Clair | L'exposició Cosmos. Del romanticisme a l'avantguarda, 1801 - 2001 analitza l'element còsmic, a partir de la seva representabilitat artística, amb exponents d'un romanticisme paisatgista on la natura verge esdevé una Terra promesa, de l'utopisme de les avantguardes i amb el diàleg entre les arts i les investigacions científiques en aquest àmbit. Estructurada en tres apartats, Natura i Cosmos, L'imaginari de les cosmologies i Vers l'infinit, la mostra presenta aquest ampli recorregut essencialment a través d'obres d'art originals (Doré, Miró, Kandinsky, Rodxenco, Kiefer, Calder, Klein, etc.), però també de documentació científica (planisferis, daguerrotips, fotografies de la NASA), material literari (llibres d'expedicions reals i fictícies) i objectes de les arts decoratives. Un total de més de 250 peces per a reflexionar sobre el Cosmos i el seu abast, aquell infinit inquietant. | [ 126 ] |
| 1999 | Temps de ràdio                                                                       | 12 novembre 1999 - 6 febrer 2000  | Joan Ollé | L'exposició Temps de ràdio vol retre homenatge a aquest mitjà de comunicació en el seu 75è any de vida a Espanya. Una mostra de poca lletra en què l'oient caça al vol el testimoni de figures insignes, notícies i fragments de programes o moments crítics de la història d'aquest país, distribuïts en els 41 apartats de què consta el recorregut. Un repàs a la memòria col·lectiva vist des de la nostàlgia, però amb la mirada posada en el futur. | [ 127 ] |
| 1999 | La ciutat de K. Kafka i Praga                                                        | 20 juliol - 10 octubre 1999       | Juan Insua | Després d'El Dublín de James Joyce (1995) i Les Lisboes de Pessoa (1997), La Ciutat de K. Kafka i Praga. Tot i que Praga no es fa explícita en l'obra de Kafka, tots dos formen una parella indissociable. Praga actua en Kafka amb tota la seva potència metafòrica; el confina a un espai existencial, el constreny a un estrangulament espacial i li dosifica perversament els seus secrets. Praga genera el mite, la màgia obscura, proporciona un magnífic decorat, però detesta les evidències. La ciutat de K. Kafka i Praga és un cop d'ull a través de la mirada de l'escriptor, un descens a les profunditats de la seva ciutat, ajustat al seu ventall sensorial i al seu registre cognitiu. | [ 128 ] |
| 1999 | El cos i la ciutat                                                                   | 16 juliol - 26 setembre 1999      | Johan van der Keuken | El cos i la ciutat és una combinació de fotografies, de films i d'instal·lacions d'un dels més grans documentalistes contemporanis, l'holandès Johan Van der Keuken, que proposa un itinerari integral a algunes ciutats contemporànies amb una forta transcendència metafòrica a través de la mirada subjectiva de l'autorLa Paz, Jaipur, Amsterdam, Sarajevo i Nova York. I entre elles, la presència d'històries més íntimes, la dels cossos que resisteixen la ciutat i la sobreviuen, que en revelen el seu aspecte fragmentari. | [ 129 ] |
| 1999 | Far Thomas A. Edison                                                                 | 20 maig - 20 juny 1999            | Victor Nubla, Carsten Nicolai, Advanced Music                                                                                                  | Una humanitat que pot comunicar-se a distància i sense fils, conservar la memòria sonora, mirar a través dels cossos sòlids... A l'actualitat, ja a les portes del segle xxi, percebem la d'Edisoncom una tasca de dimensions extraordinàries. I cal no oblidar que, en el món de l'art, les màquines d'Edison tenen un paper molt important. En el cas de la música, això és evident. La transformació cultural consegüent abasta camps que no són estrictament musicals. Fins i tot podríem dir que, dins del món sonor, ens trobem davant del sord més genial després de Beethoven... Des que el so pot ser emmagatzemat i reproduït sense necessitat de la font emissora original, el so es propaga permanentment. En tot el planeta i a totes les hores del dia hi ha persones que escolten el que altres van dir en un altre moment o les músiques que altres van tocar en un altre lloc. Atesa la inefabilitat del so i la seva inevitable polisèmia, la instal·lació que presentem vol suggerir que, un cop enregistrat, el so pot ser recontextualitzat sens fi, pot ser reordenat per l'oient, pot ser allà on menys l'esperem i, finalment, pot servir per a una interpretació poètica de les paradoxes inherents al món després de la "galàxia Edison", tan indiscutible com antimetafòrica. | [ 130 ] |
| 1999 | Saló Digital                                                                         | 24 març - 18 abril 1999           | | Una de les cites internacionals més importants per als artistes que utilitzen el suport digital com a mitjà d'expressió. Dins el marc BCN Digital. Punt de Connexió 1999, s'hi exhibeixen en exclusiva els treballs premiats el novembre de 1998 per la convocatòria anual de l'School of Visual Arts of New York117 obres de 70 artistes internacionals, dividides en quatre apartats -obres gràfiques sobre suport paper (fotografia digital, laser print, etc.), instal·lacions i escultures, videoprojecció per a obres d'animació i, finalment, obres off-line en CD-ROM i d'Art on-line per Internet. | [ 131 ] |
| 1999 | La reconquesta d'Europa. Espai públic urbà, 1980-1999                                | 18 març - 20 juny 1999            | Albert Garcia Espuche | Des dels anys vuitanta s'intenta, arreu d'Europa, recuperar els espais públics de les ciutats. Aquesta nova valoració de l'espai pretén molt més que fer un bon disseny físic de l'entorn, també intenta recuperar la capacitat d'aquests àmbits per acollir activitat i diversitat, millorar les relacions, la comunicació, la sociabilitat dels ciutadans, etc. La recuperació d'aquests espais públics és, en aquest sentit, la reconquesta d'allò que de més característic i profund hi ha a les ciutats europees, és en una certa manera la reconquesta d'Europa. | [ 132 ] |
| 1999 | Far Friedrich Nietzsche                                                              | 11 març - 11 abril 1999           | Victor Nubla, Carsten Nicolai, Advanced Music                                                                                                  | Vist per Jaume Casals/Josep Ramoneda i Albert Viaplana. Nietzsche representa, més que cap altre pensador o artista modern, la introducció definitiva en el nostre món d'una revelació fonamentalles coses no són ni de bon tros com les veiem. Els camins més amples i les fites que ens orienten en la vida també estan sotmesos a la sospita. La llei de les interpretacions i de la voluntat que les construeix és l'única llei. I, així, com que tot, fins els principis i els valors més arrelats, no és sinó interpretació, com que cap cosa val res per ella mateixa, pensar seriosament només pot portar-nos a descobrir les intencions amagades, la mala fe i el no-res al darrere de les grans obres de la humanitat. La nostra història és la història d'un disbaratel temps al llarg del qual la mentida i l'error s'han convertit en les institucions i en la veritat. La literatura de Nietzsche és l'obra del nihilisme, en el sentit que denuncia un falsificació absoluta i universal. Però, un cop abatuda la fal·làcia de la veritat, sembla que Nietzsche convidi a albirar una novetat radical, una experiència infinita dels esdeveniments, una vida autèntica, una humanitat més que humana. I aquí tot són interrogants que ens interpel·len i que mai no podem acabar d'escoltar com caldria. Els passos zebra desconcertants, la música i la veu profètica congelada en els textos de la nova instal·lació, ens acompanyen en aquest reconeixement de la dificultat de viure. | [ 133 ] |
| 1999 | Món TV. La cultura de la televisió                                                   | 2 març - 25 juliol 1999           | Jordi Balló | Fa poc més de cinquanta anys que la televisió va entrar a les cases d'arreu del món i s'hi ha acomodat ràpidament i amb força. Aquesta exposició presenta una reflexió a escala internacional sobre la televisió i els seus programes, i sobre la seva influència en la vida social. El visitant tindrà la impressió d'haver vist i sentit la televisió d'una manera diferent, tot posant l'èmfasi en el contingut. Al capdavall, un impacte reflexiu i crític.Fa poc més de cinquanta anys que la televisió va entrar a les cases d'arreu del món i s'hi ha acomodat ràpidament i amb força. Aquesta exposició presenta una reflexió a escala internacional sobre la televisió i els seus programes, i sobre la seva influència en la vida social. El visitant tindrà la impressió d'haver vist i sentit la televisió d'una manera diferent, tot posant l'èmfasi en el contingut. Al capdavall, un impacte reflexiu i crític. | [ 134 ] |
| 1999 | Eix transversal                                                                      | 19 febrer - 13 març 1999          | | Organitzada per Fundació Caixa Manresa | [ 135 ] |
| 1999 | Margaret Michaelis Fotografia, avantguarda i política a la Barcelona de la República | 19 gener - 7 març 1999            | Jordana Mendelson, Juan José Lahuerta | Primera exposició retrospectiva de fotografies de Margaret Michaelis (1902-1985), fotògrafa austríaca que va viure a Barcelona del 1933 al 1937. Durant aquells anys va fer centenars de fotografies, sobretot d'arquitectura i urbanisme, del Barri Xino de Barcelona, de les festes populars i de la guerra civil. Moltes d'aquestes fotografies van ser utilitzades pel GATCPAC als seus articles i exposicions. L'exposició consta d'un centenar de fotografies originals, documents i revistes de l'època. | [ 136 ] |
| 1999 | Far Sigmund Freud                                                                    | 8 gener - 7 febrer 1999           | Xavier Rubert de Ventós, Gino Rubert | Vist per Xavier Rubert de Ventós i Gino Rubert. No és una exposició sobre la vida o la influència de Freudés més aviat un exemple o una mostra d'aquesta influència. Amb Freud i el seu univers de metàfores, en efecte, s'ha pogut fer de tot. I encara es pot, com ara Gino Rubert, moblar les pròpies dèries i, de passada, matar el pare posant-lo de telonero cartellista de les seves personals fantasmagories. La psicoanàlisi suposa el descobriment d'un fet tan ineluctable com inquietantla tendència que tenim a actuar d'acord amb els nostres records sense recordar-los. Freud explica com aquests records no recordats -"reprimits", "censurats"- es manifesten aleshores com a símptomesneurosis, fòbies, manies persecutòries, etc. El fet és, posem per cas, que no gosem recordar les torbadores carícies que ens feia el tiet quan ens duia el diumenge al cine. El símptoma és ara, molts anys després, que no podem entrar en una sala d'espectacles sense posar-nos a suar o tremolar. I la cura guiada sobre el divan consisteix a fer-ne un rentat pel cervell, una passada de les hormones a les neurones | [ 137 ] |
| 1998 | Far Karl Marx                                                                        | 3 desembre 1998 - 3 gener 1999    | Victor Nubla, Carsten Nicolai, Advanced Music                                                                                                  | Se n'ha escrit tant, de Marx, que de mica en mica se n'ha perdut l'esperit crític. El resultat d'aquesta pèrdua és que Marx continua sent un desconegut. Bertolt Brecht Karl Marx ha estat, sens dubte, un dels fars intel·lectuals del segle xx. Ara, quan el segle s'acaba, gairebé tot poder que hagi navegat aquests cent anys sota la bandera del comunisme ja és mort. Fóra presumptuós avançar què es dirà al proper segle d'aquesta part de la història. Però una cosa sembla seguraal segle xxi, quan es llegeixi Marx, se'l llegirà com es llegeix un clàssic. Aquesta instal·lació pretén il·lustrar aquells aspectes de l'obra de Marx que, més enllà dels marxismes, el fan un far intel·lectualla noció de plusvàlua, la idea de la lluita de classes, el seu concepte de socialisme. Però al mateix temps aquesta instal·lació pretén remarcar el caràcter eminentment crític de l'obra de Marx. | [ 138 ] |
| 1998 | Rendeix-te! octavetes i guerra psicològica al segle XX                               | 27 octubre 1998 - 21 febrer 1999  | Jorge Luis Marzo | Exposició monogràfica sobre l'ús de les octavetes llançades des de l'aire com a mitjà de guerra psicològica durant els conflictes militars del segle xx. L'octaveta és aquell document escrit o gràfic llançat sobre els enemics (o sobre els amics) amb la intenció de convèncer, persuadir, informar o amenaçar el receptor en qüestió. | [ 139 ] |
| 1998 | Federico García Lorca (1898-1936)                                                    | 15 octubre - 22 novembre 1998     | | Tothom coneix Lorca. La seva poesia, el seu teatre, els seus dibuixos, el seu univers. Però hi ha un Lorca menys públic, menys accessible, que conserva encara tot el misteri de l'home que s'amagava darrera dels versos que l'han fet universal. En l'any del centenari de Lorca, aquesta exposició busca en el poeta, per trobar l'home, llegeix entre línies per conèixer aquest Lorca més privat que inevitablement s'escapa i s'esmuny entre els dits de les mans. | [ 140 ] |
| 1998 | Federico Garcia Lorca. Viaje a la luna.                                              | 15 octubre - 22 novembre 1998     | Frederic Amat | L'exposició, que coincideix amb el centenari del naixement del poeta Federico García Lorca proposa una recreació en imatges del seu guió cinematogràfic Viatge a la Lluna per part de l'artista Frederic Amat. L'objectiu és, segons aquest, desentranyar els enigmes del projecte, una obstinació per destil · lar la seva essència, siluetejar la seva suggestió poètica i deixar que el mateix guió es manifesti en els diferents procediments fílmics que convida la concepció lorquiana. | [ 141 ] |
| 1998 | El somriure del monstre                                                              | 29 setembre 1998 - 10 gener 1999  | Jaume Uriach, J.J. Caballero | | [ 142 ] |
| 1998 | Un paese unico. Itàlia, fotografies. 1900-2000                                       | 28 juliol - 27 setembre 1998      | | Comprendre un país i la seva història més recent a través dels ulls, de la mirada, és el que pretenia aquesta exposició que descriu la societat, el territori i la trajectòria històrica dels darrers cent anys del país d'Itàlia. Unes imatges que són susceptibles de diferents interpretacions, que mostren un punt de vista, i que, per tant, construeixen un recull polièdric que esbossa diferents visions d'un mateix país. | [ 143 ] |
| 1998 | La ciutat sostenible                                                                 | 1 abril - 13 setembre 1998        | Albert Garcia Espuche | A la fi del segle xx, el model actual de ciutat occidental, que predomina en tot el planeta, s´ha mostrat clarament insuficient per afrontar amb èxit els problemes socioecològics que afecten les principals comunitas humanesmalbaratament d´energia, incapacitat de garantir la justícia social, degradació i ocupació massiva i extensiva del sòl, producció contaminant, incapacitat de gestió dels residus, etc. Cal repensar la ciutat en clau sostenible, és a dir, compatible amb els sistemes ecològics locals, regionals i globals, de manera que no condicionem negativament el nostre llegat a les generacions futures. Cal recuperar la ciutat compacta i diversa, el model de ciutat tradicionalment mediterrani. | [ 144 ] |
| 1998 | Escenes del Raval                                                                    | 1 març - 24 maig 1998             | Claudio Zulian | | [ 145 ] |
| 1998 | Ciutat & Còmic                                                                       | 10 febrer - 31 maig 1998          | José Miguel León de Pablo | Una mirada sobre la ciutat des del món del còmic. La relació entre ciutat i còmic està perfectament consolidada. El còmic no es limita a reproduir la realitat urbana sinó que la interpreta, la reinventa i fins i tot l'anticipa, mitjançant diferents formes d´il·lustrar la ciutat que fan del còmic una obra de creació tan eficaç que, sense cap dubte, ha influït, tot formant i deformant la nostra visió sobre la ciutat del passat, del present i del futur. | [ 146 ] |
| 1997 | George Grosz. Els anys de Berlín                                                     | 15 octubre 1997 - 18 gener 1998   | Ralph Jentsch | | [ 147 ] |
| 1997 | Barcelona-Madrid 1898-1998                                                           | 22 setembre 1997 - 18 gener 1998  | Xavier Bru de Sala | Repàs de les relacions culturals i artístiques entre les dues ciutats des del tombant del segle fins a l'actualitat. | [ 148 ] |
| 1997 | El món secret de Buñuel                                                              | 15 juliol - 21 desembre 1997      | Luis Gasca | Recorregut gràfic per les principals obsessions del més il·lustre dels cineastes espanyols, que revela els aspectes més implacables però també més coneguts del seu univers peculiarels orígens surrealistes, els símbols i fetitxes eròtics, els dilemes religiosos, la crispada dialèctica entre les classes socials i la presència de la mort com a companya inseparable de la seva travessa artística. | [ 149 ] |
| 1997 | Les Lisboes de Pessoa                                                                | 19 febrer - 1 juny 1997           | Juan Insua | Segona exposició d´una sèrie de deu que constitueixen el cicle "Les ciutats i els seus escriptors". Recorregut sensorial per les diferents Lisboes que va viure i recrear l'escriptor Fernando Pessoa. | [ 150 ] |
| 1997 | Les cases de l'ànima (5500 aC. - 300 dC).                                            | 16 gener - 15 juny 1997           | Pedro Azara | Repàs inèdit i rigorós de les primeres maquetes de la història a les cultures egípcia, mesopotàmica, grega i romana. | [ 151 ] |
| 1997 | Grup R. Una revisió de la modernitat, 1951-1961                                      | 11 gener - 31 agost 1997          | Carmen Rodríguez, Elvira Maluquer, Jorge Torres                                                                                                | La introducció de l'arquitectura moderna a Catalunya i Espanya de la mà del seus artífexs més representatius, els integrants del Grup RAntoni de Moragas, Josep Maria Sostres, Oriol Bohigas, Josep Martorell, Joaquim Gili, Josep Pratmarsó, Manuel Ribas Piera, Josep Antoni Balcells, Francesc Bassó, Guillermo Giràldez Dávila, Pau Maria Montguió i Francesc Vayreda. | [ 152 ] |
| 1996 | La ciutat de la diferència                                                           | 16 octubre 1996 - 6 gener 1997    | Manuel Delgado | L'heterogeneïtat cultural és un requisit que les ciutats han utilitzat per progressar, en la mesura que ha forçat la cooperació de grups humans amb qualitats molt diferents. Reconèixer la pluralitat com a condició de la societat i del pensament implica un nou argument per a la causa de la convivència i del respecte mutules diferències només són la conseqüència de la necessitat de diferenciació | [ 153 ] |
| 1996 | Present i futurs. Arquitectura a les ciutats                                         | 1 juliol - 27 octubre 1996        | Ignasi de Solà-Morales | Repàs de l'estat de l'arquitectura a través de 21 assajos inèdits i 70 projectes arquitectònics internacionals agrupats en cinc apartatsmutacions, fluxos, terrain vague, habitacions i contenidors. Exposició en el marc del XIX Congrés de la Unió Internacional d'Arquitectes celebrat durant el mes de juliol de 1996 en el CCCB. Repàs de l'estat actual de l'arquitectura a través de 21 assajos inèdits i 70 projectes arquitectònics internacionals agrupats en cinc apartatsmutacions, fluxos, terrain vague, habitacions i contenidors. Exposició en el marc del XIX Congrés de la Unió Internacional d'Arquitectes celebrat durant el mes de juliol de 1996 en el CCCB. | [ 154 ] |
| 1996 | Barcelona contemporània, 1856-1999                                                   | 4 juny 1996 - 18 maig 1997        | Josep Lluís Mateo | Crònica de la construcció de la ciutat de Barcelona des del 1856 -any de l'enderrocament de les muralles- fins a l'actualitat. | [ 155 ] |
| 1996 | Art i poder. L'Europa dels dictadors, 1930-1945                                      | 27 febrer - 5 maig 1996           | David Elliot, Dawn Ades, Iain Boyd Whyte, Lutz Becker, Simonetta Franquelli, Tim Benton                                                        | Estudi sobre la relació entre l'art i la política als anys trenta a l'Europa dels dictadorsel Pavelló de la República Espanyola en l'Exposició Internacional de París (1937), l'art i l'arquitectura en la Itàlia de Mussolini, la Unió soviètica d´Stalin i l'Alemanya de Hitler. | [ 156 ] |
| 1996 | La temptació d'Amèricaciutat i arquitectura a Europa, 1893-1960                      | 19 febrer - 5 maig 1996           | Jean-Louis Cohen | Anàlisi sobre la influència dels tipus i les formes de l'arquitectura i l'urbanisme americans en el Vell Continent. | [ 157 ] |
| 1995 | El segle del cinema                                                                  | 2 octubre 1995 - 7 gener 1996     | Jordi Balló | Homenatge al setè art en commemoració del seu centenari. | [ 158 ] |
| 1995 | El Dublín de James Joyce                                                             | 9 maig - 1 octubre 1995           | Juan Insua | Primera exposició d´una sèrie de deu que constitueixen el cicle "Les ciutats i els seus escriptors". La mirada de James Joyce sobre Dublín convertí la ciutat en una de les metàfores més poderoses de la modernitat. | [ 159 ] |
| 1995 | Retrat de Barcelona                                                                  | 26 abril - 13 agost 1995          | Albert Garcia Espuche, Teresa Navas | Anàlisi exhaustiva de la imatge de la ciutat de Barcelona des de les primeres referències -de mitjan segle XVI- fins a l'actualitat. | [ 160 ] |
| 1995 | Cubala isla posible                                                                  | 19 abril - 4 juny 1995            | Iván de la Nuez, Juan Pablo Ballester, María Elena Escalona                                                                                    | Reflexió cultural oberta sobre el present i el futur de l'illa (literatura, música, teatre, història, pensament, etc.). | [ 161 ] |
| 1994 | El Noucentisme. Un projecte de modernitat                                            | 22 desembre 1994 - 12 març 1995   | Alícia Suàrez, Martí Peran, Mercè Vidal | El Noucentisme, un dels períodes culturals de més repercussió al segle XX català, vist des de totes les seves vessants. | [ 162 ] |
| 1994 | Henri Cartier-Bresson. Primeres fotografies i darrers dibuixos                       | 15 novembre 1994 - 29 gener 1995  | África Guzman | | [ 163 ] |
| 1994 | Les ciutats il·lustrades                                                             | 24 octubre 1994 - 8 gener 1995    | Marta Sierra, Pia Jardí | Recull d´obres de selecció i contemporànies de vuit il·lustradors, que prenen la ciutat com a temaEver Meulen, Kiki Picasso, Joost Swarte, George Hardie, Peret, Mariscal, Lorenzo Mattotti, Lustal. | [ 164 ] |
| 1994 | Visions urbanes                                                                      | 21 juny - 9 octubre 1994          | Alain Guiheux i Jean Dethier | Una visió global i comparativa sobre la metròpoli contemporània a través de les mirades diferents però complementàries dels artistes i arquitectes més significatius del període 1870-1993. | [ 165 ] |
| 1994 | Barcelona a vol d'artista                                                            | 14 març - 30 juny 1994            | Albert Garcia Espuche | 10 fotògrafs fotografien Barcelona des d´una avioneta. Reproduccions de l'obra original dels fotògrafs Manuel Esclusa, Pere Formiguera, David Escudero, Manuel Úbeda, Joan Fontcuberta, Humberto Rivas, Manuel Serra, Jordi Calafell, Toni Cumella i Jordi Todó. | [ 166 ] |
| 1994 | Ciutatsdel globus al satèl·lit                                                       | 26 febrer - 8 maig 1994           | Albert Garcia Espuche | Crònica sobre l'evolució al llarg del temps de la visió de les ciutats des de l'airela ciutat antiga tancada en les seves muralles vista a través de dibuixos i gravats de l'època, la ciutat moderna vista des de l'avió i la ciutat contemporània vista des del satèl·lit. | [ 167 ] |